# 北区 (札幌市)
北区（きたく）は、札幌市の行政区。人口は札幌市10区の中で最も多い。

## 地理
区域は東西14.2 km、南北13.7 kmあり、札幌市10区の中で3番目に面積が広い区になっている。中央区とは函館本線、東区とは創成川と旧篠路村境界、西区及び手稲区とは新川、石狩市及び当別町とは発寒川、茨戸川、石狩川を挟んで接している。北区の地形は平坦で山がなく、地質・地盤は南部の一部を除いて粘土質や泥炭の軟弱な土となっている。また、北区は水辺に恵まれた環境にあり、3河川（創成川、伏籠川、発寒川）が合流する茨戸の景観は特異なものになっているほか、並木が多いことも特徴になっており、屯田防風林や創成川沿いのポプラ並木、北大ポプラ並木や太平ポプラ並木、新川さくら並木などがある。
- 河川：石狩川、茨戸川、伏籠川、発寒川、安春川、創成川、新川、琴似川、サクシュコトニ川
- 湖沼：ペケレット湖、トンネウス沼

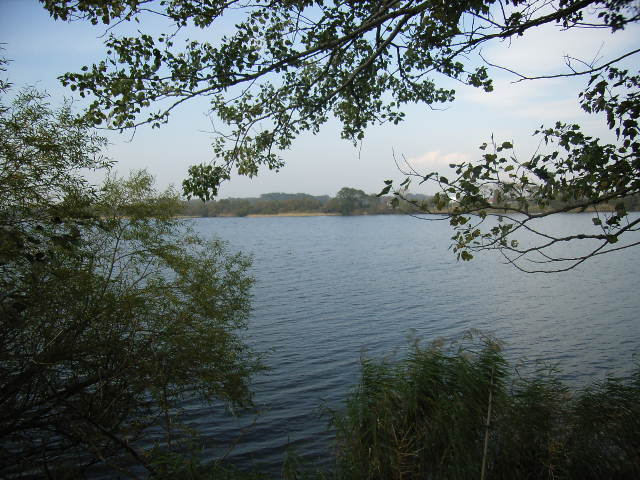
茨戸川（2004年10月）
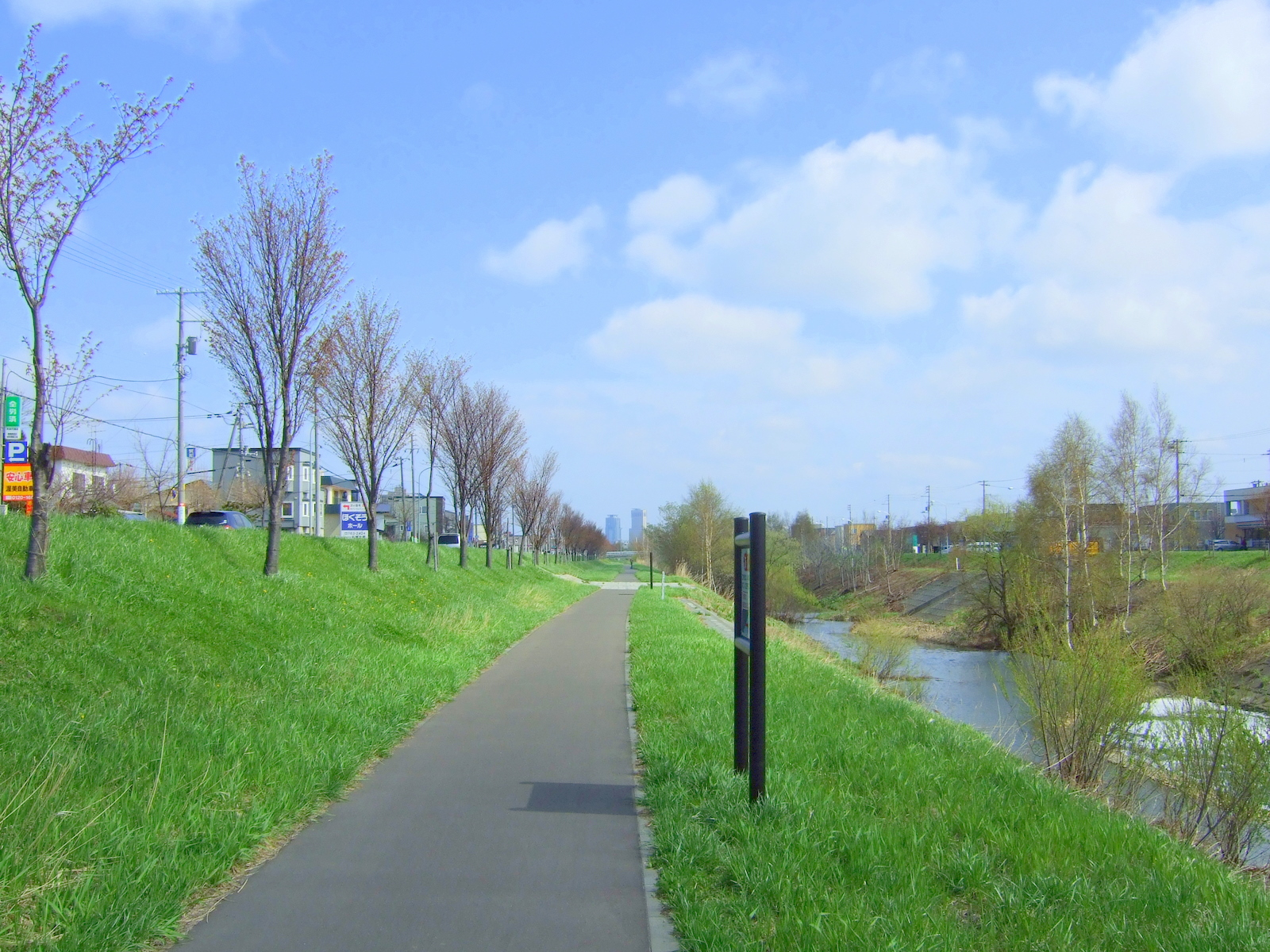
新川（2011年5月）
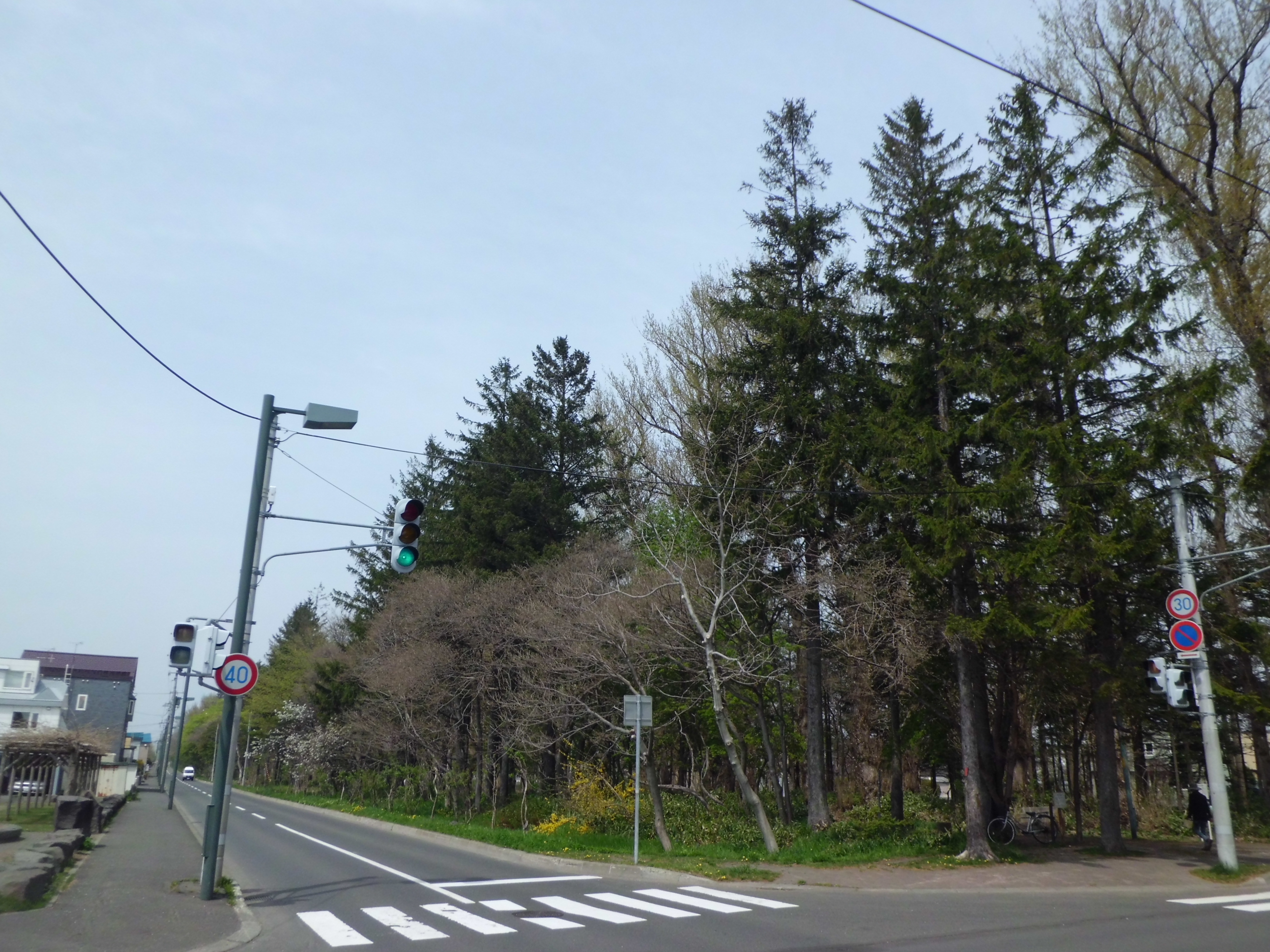
屯田防風林（2015年5月）
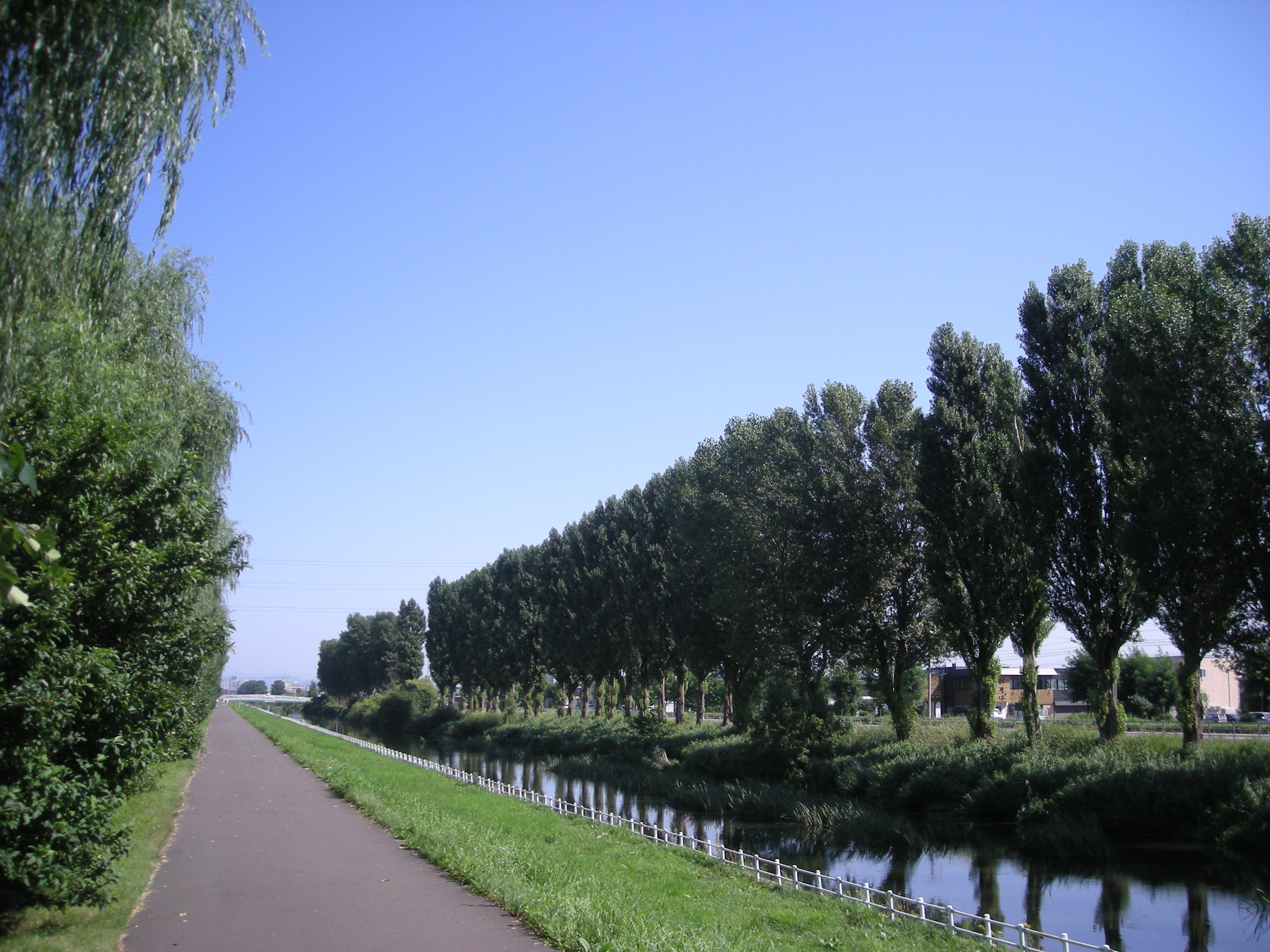
創成川とポプラ並木（2010年8月）

## 歴史
「年表／札幌市北区」参照
- 1859年（安政06年）：幕吏・荒井金助の命により、早山清太郎が荒井村の創設を進める。
- 1869年（明治02年）：開拓使が設置され、島義勇が札幌本府の建設に着手。
- 1871年（明治04年）：札幌初の公園となる偕楽園開設。
- 1882年（明治15年）：徳島県の滝本五郎らが「興産社」を組織して篠路に入植し、藍を栽培[3]。
- 1887年（明治20年）：九州の士族を中心に屯田兵146戸が新琴似に入植。
- 1889年（明治22年）：熊本ほか6県からの士族220戸の屯田兵が発寒川付近（現在の屯田）に入植。
- 1890年（明治24年）：半官半民による亜麻の製線工場が操業開始（1957年閉鎖）[4]。
- 1891年（明治24年）：大火災発生[5]。
- 1897年（明治30年）：この頃から「新琴似歌舞伎」がまる（1916年頃まで続き、1993年に「新琴似歌舞伎伝承会」設立し、1996年に『復活公演』開催）[6]。
- 1898年（明治31年）：大洪水発生[7]。
- 1902年（明治35年）：「篠路歌舞伎」が始まる（1934年まで続き、1985年に「篠路歌舞伎保存会」発足）[8]。
- 1903年（明治36年）：札幌農学校が新校舎に移転。
- 1927年（昭和02年）：札幌市電鉄北線（北6条—北18条）開通（1963年に麻生まで延長し、1964年に新琴似駅まで延長）。札幌飛行場 (初代)完成（1945年閉鎖）。
- 1934年（昭和09年）：日本国有鉄道札沼線（桑園—当別）開通。
- 1955年（昭和30年）：琴似町、篠路村が札幌市と合併。
- 1956年（昭和31年）：茨戸での油田（茨戸油田）開発の調査を開始（1971年生産中止）[9]。
- 1963年（昭和38年）：札幌駅北口開設[10]。
- 1971年（昭和46年）：札幌市営地下鉄南北線（真駒内—北24条）開通（1978年に麻生まで延伸）。市電鉄北線（北5条—北24条）廃止（1974年に北24条以北廃止）。
- 1972年（昭和47年）：札幌市が政令指定都市に移行し、行政区制施行。北区役所開設。
- 1977年（昭和52年）：北区のシンボルマーク制定[11]。
- 1986年（昭和61年）：百合が原公園にて『'86さっぽろ花と緑の博覧会』（全国都市緑化フェア）開催。
- 1988年（昭和63年）：札幌駅付近鉄道高架開通。
- 1990年（平成02年）：「北区歴史と文化の八十八選」選定。
- 1992年（平成04年）：札樽自動車道（札幌西IC—札幌JCT）開通。
- 1998年（平成10年）：札幌駅北口広場供用開始[10]。
- 2000年（平成12年）：札沼線高架・複線化（八軒—創成川通）完成。新川さくら並木植樹事業完了[12]。
- 2001年（平成13年）：環状通エルムトンネル開通。
- 2002年（平成14年）：篠路アンダーパス開通。
- 2003年（平成15年）：札幌エルプラザに公共4施設開設。

## 人口
- 1975年　167,915
- 1980年　195,370
- 1985年　212,508
- 1990年　230,918
- 1995年　251,419
- 2000年　260,114
- 2005年　272,877
- 2010年　278,781
- 2015年　285,321

## 官公署

### 国の機関
- 内閣官房
  - アイヌ総合政策室北海道分室
- 総務省
  - 北海道管区行政評価局
  - 北海道総合通信局
- 法務省
  - 札幌法務局北出張所
- 財務省
  - 北海道財務局
  - 財務総合政策研究所北海道研修支所
  - 国税庁札幌国税局札幌北税務署
- 厚生労働省
  - 北海道厚生局
  - 北海道労働局
    - 労働基準部労災補償課分室
    - 職業安定部職業対策課分室
    - 札幌中央労働基準監督署
    - ハローワークプラザ北24
- 農林水産省
  - 水産庁北海道漁業調整事務所
- 経済産業省
  - 北海道経済産業局
  - 北海道産業保安監督部
- 国土交通省
  - 北海道開発局
  - 国土地理院北海道地方測量部
- 環境省
  - 北海道地方環境事務所

### 道の機関
- 札幌道税事務所自動車税部
- 北海道立衛生研究所

### 独立行政法人・特殊法人等
独立行政法人
- 高齢・障害・求職者雇用支援機構北海道支部北海道障害者職業センター
- 農林水産消費安全技術センター札幌センター
- 製品評価技術基盤機構北海道支所

地方独立行政法人
- 北海道立総合研究機構
  - 産業技術研究本部・工業試験場
  - 環境・地質研究本部・環境科学研究センター・地質研究所

特殊法人等
- 日本政策投資銀行札幌北支店
- 放送大学学園放送大学北海道学習センター
- 日本年金機構
  - 札幌北年金事務所
  - 街角の年金相談センター麻生
- 全国健康保険協会北海道支部
- 東日本高速道路北海道支社札幌工事事務所

## 公共施設
- 札幌市北区民センター・札幌市北保健センター
- 札幌市北区土木センター
- 札幌市篠路コミュニティセンター
- 札幌市新琴似・新川地区センター
- 札幌市屯田地区センター
- 札幌市太平百合が原地区センター
- 札幌市拓北・あいの里地区センター
- 札幌市北老人福祉センター
- 札幌市北区保育・子育て支援センター「ちあふる・きた」
- 札幌市就業サポートセンター（札幌サンプラザ内）
- 札幌市男女共同参画センター（札幌エルプラザ内）
- 札幌市消費者センター（札幌エルプラザ内）
- 札幌市市民活動サポートセンター（札幌エルプラザ内）
- 札幌市環境プラザ（札幌エルプラザ内）
- JOIN（ホームレス相談支援センター）
- 札幌市水道局北部水道センター
- 札幌市創成川水処理センター・札幌市創成川水再生プラザ
- 札幌市拓北水再生プラザ
- 札幌市下水道科学館
- 札幌市北地区リサイクルセンター
- 札幌市北清掃事務所
- 札幌市篠路破砕工場
- 札幌市ごみ資源化工場

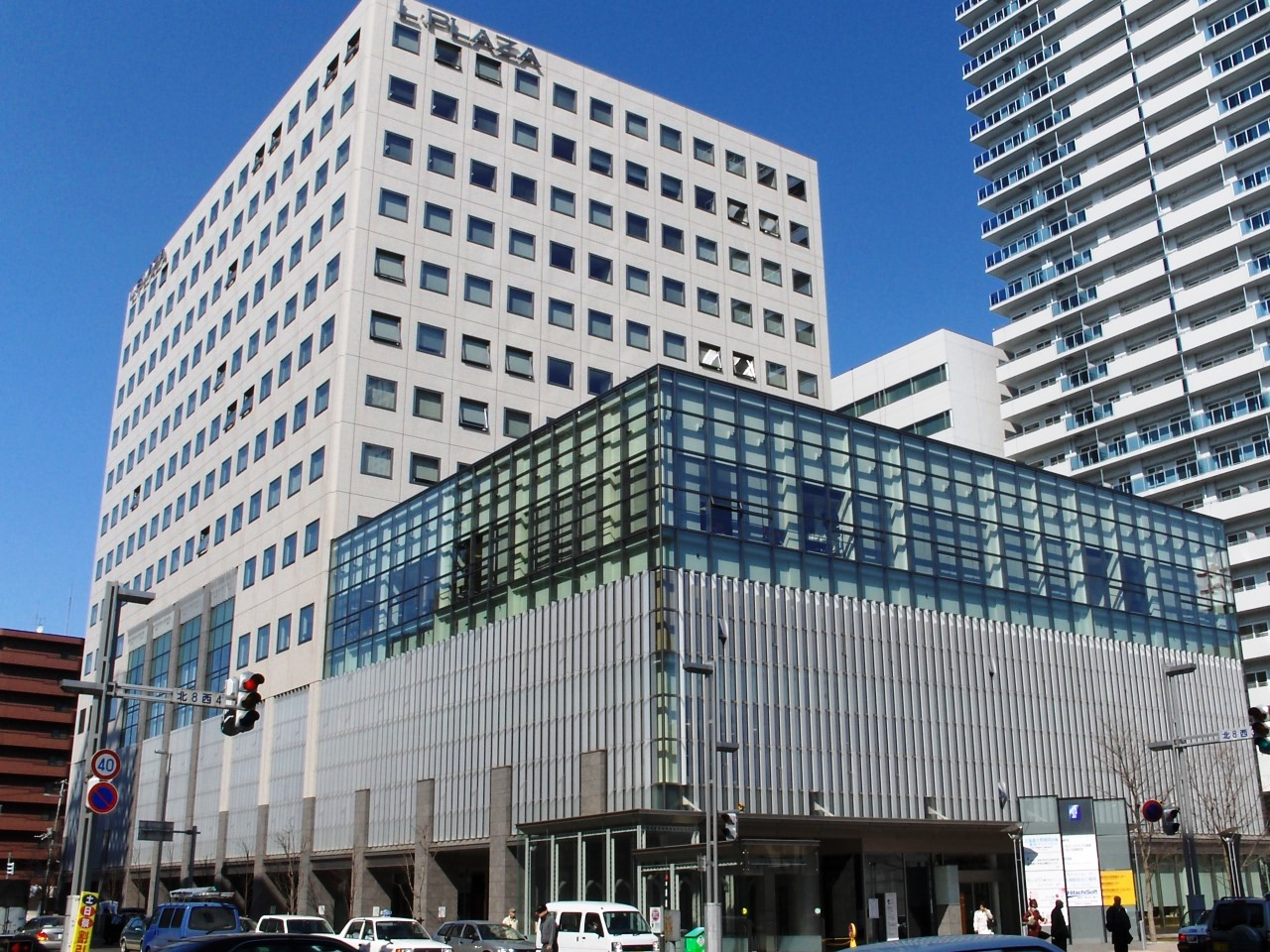
札幌エルプラザ（2007年3月）
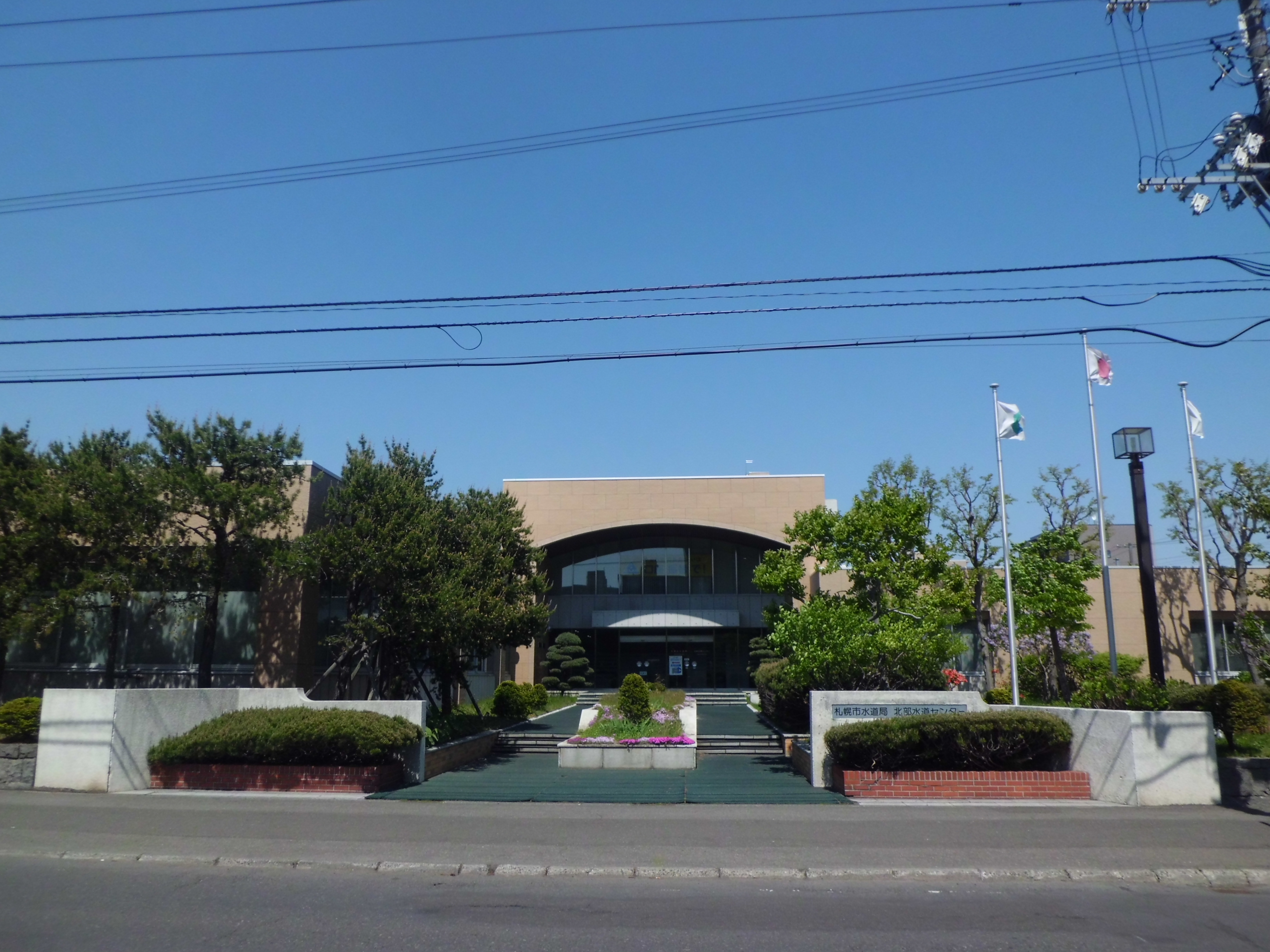
札幌市水道局北部水道センター（2015年5月）
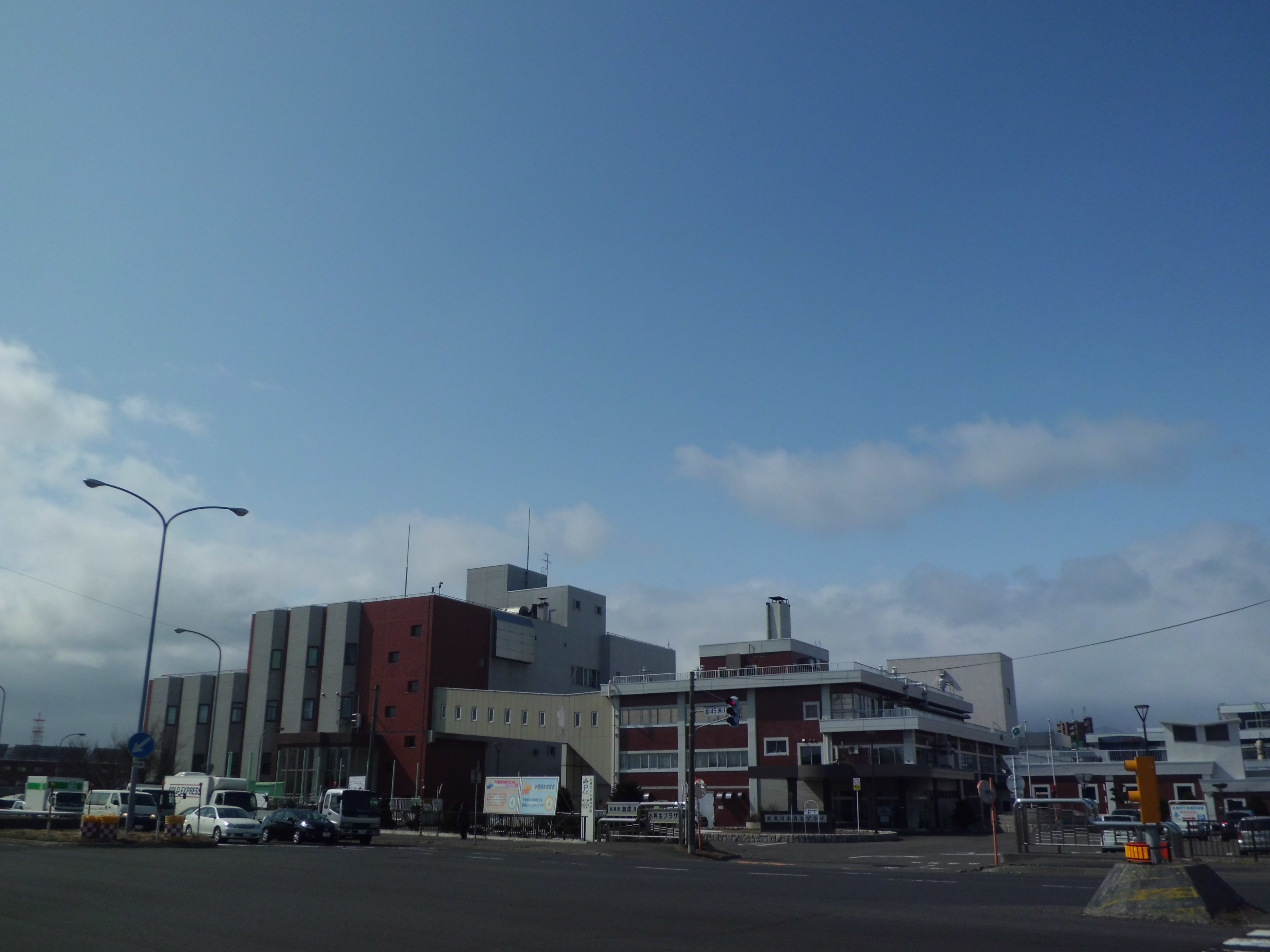
札幌市創成川水再生プラザ（2015年3月）
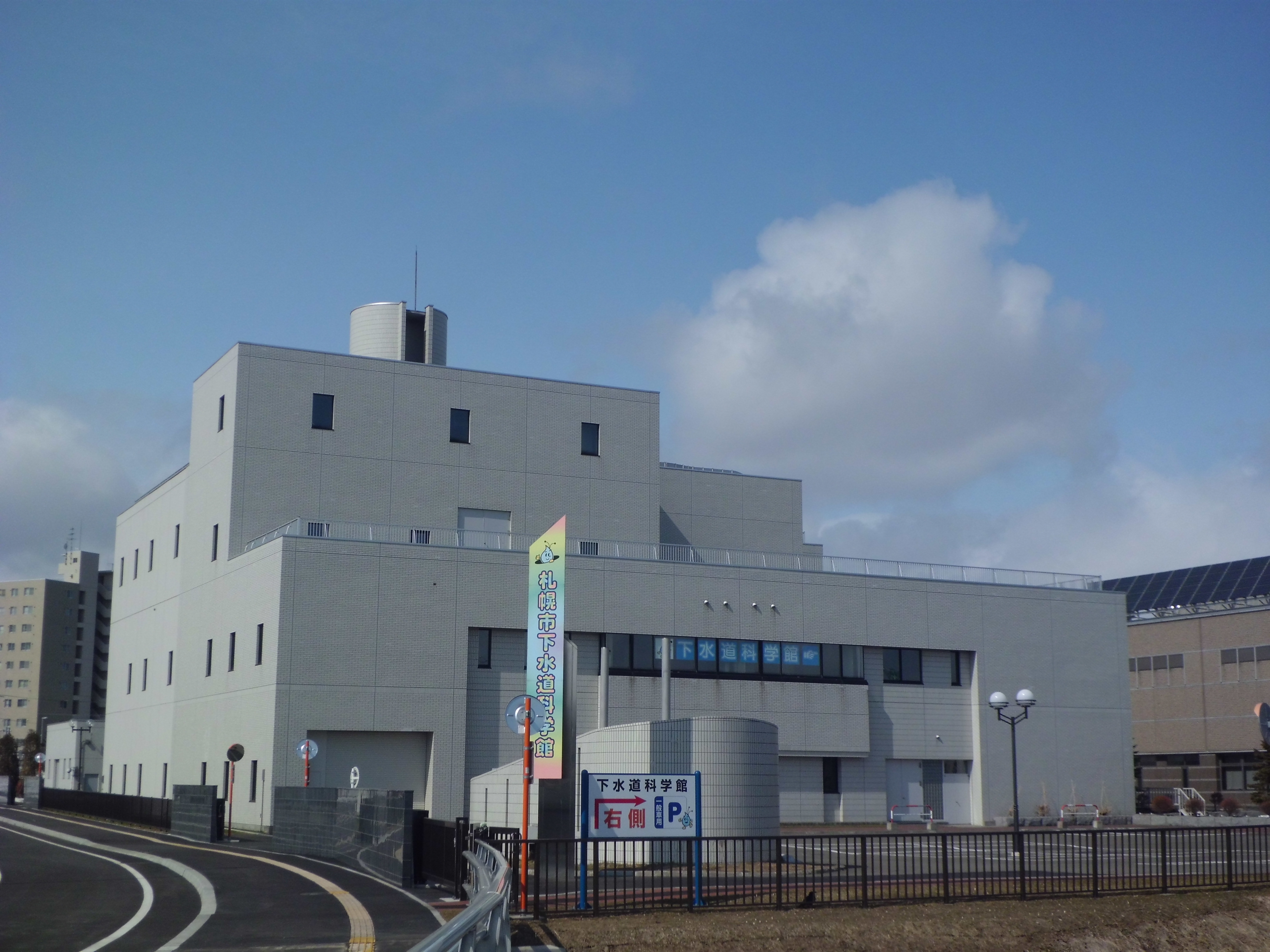
札幌市下水道科学館（2015年3月）

### 文化施設
- 札幌サンプラザ
- 百合が原緑のセンター（百合が原公園内）
- プラザ新琴似
- 札幌市新琴似図書館
- 北海道大学附属図書館
- 北海道大学総合博物館
- 屯田郷土資料館

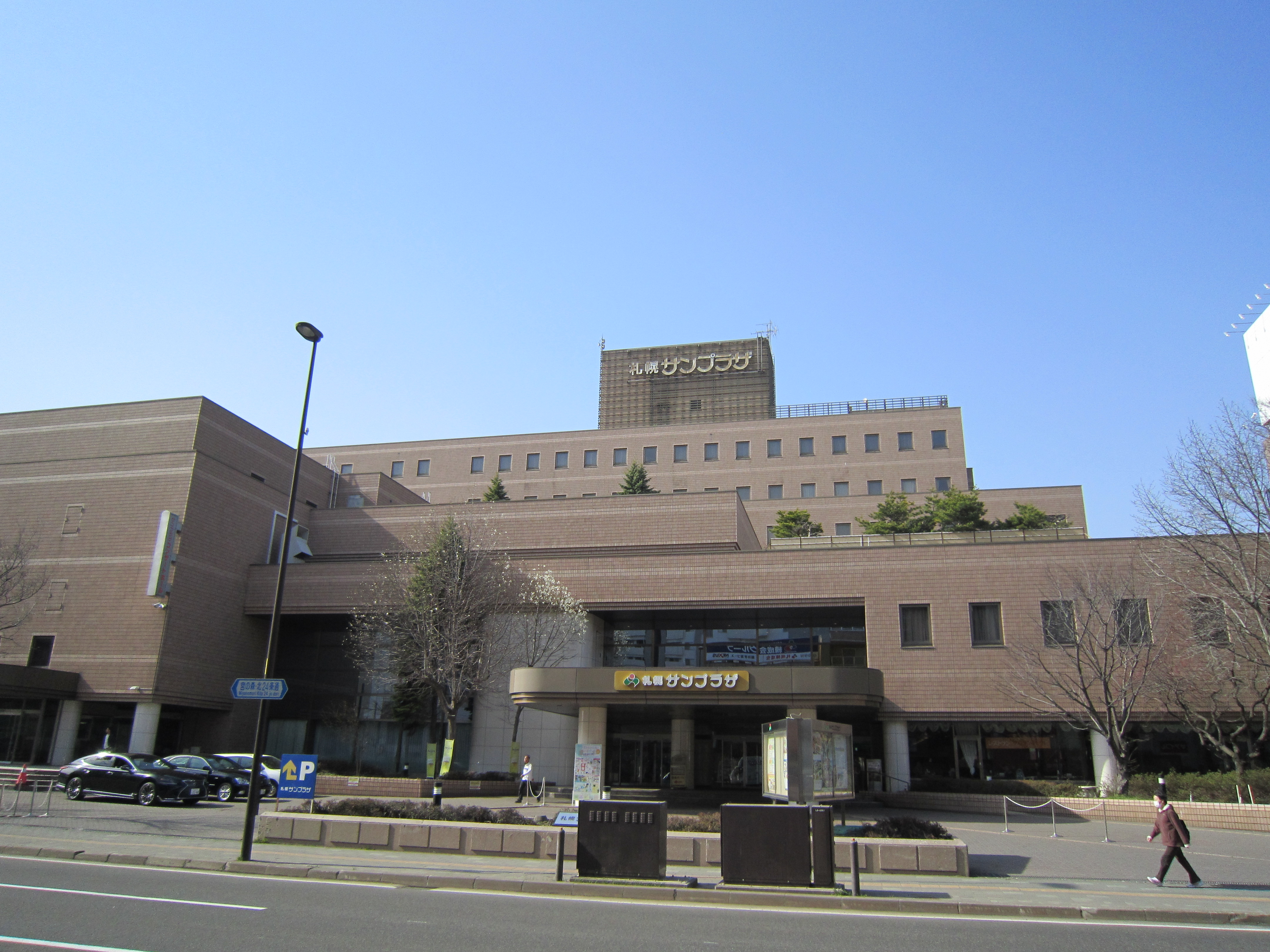
札幌サンプラザ（2018年4月）
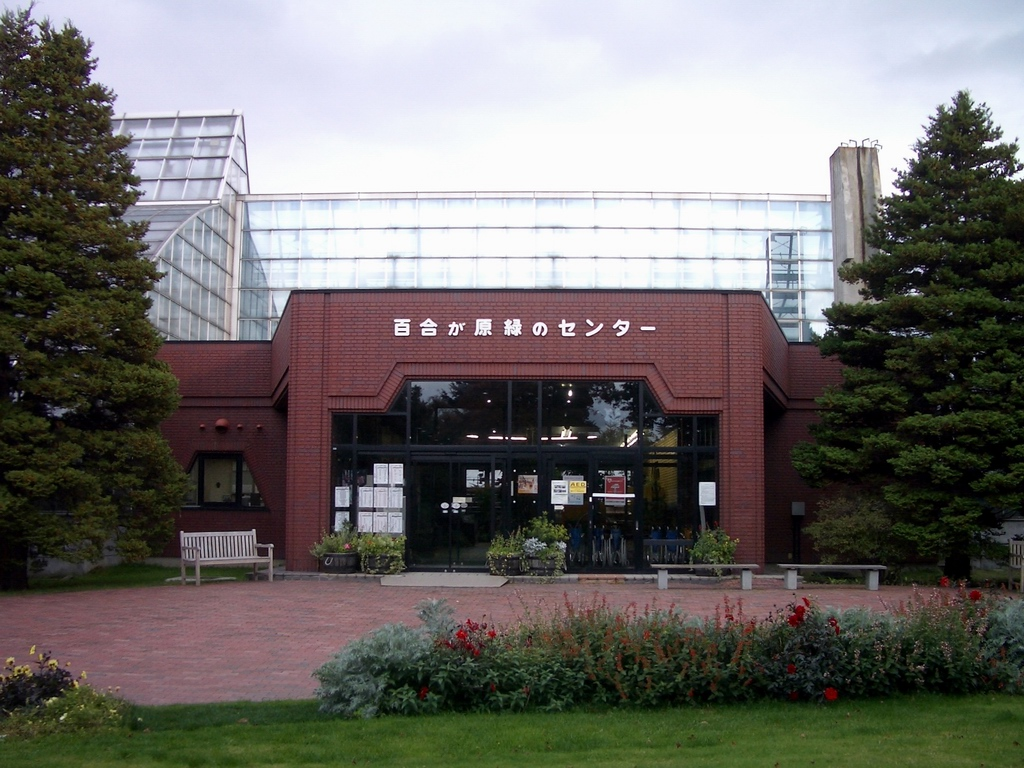
百合が原緑のセンター（2007年10月）
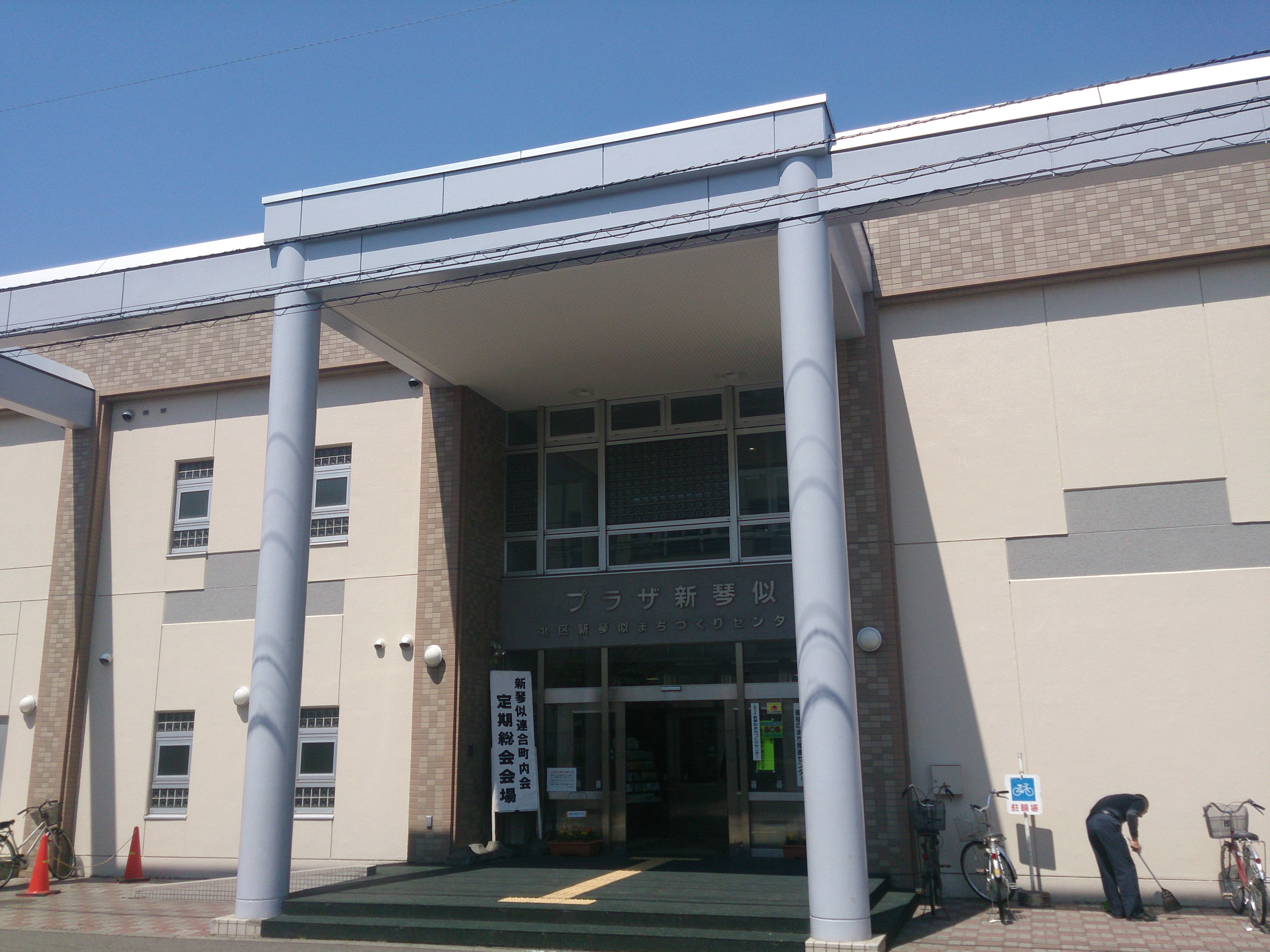
プラザ新琴似（2015年5月）
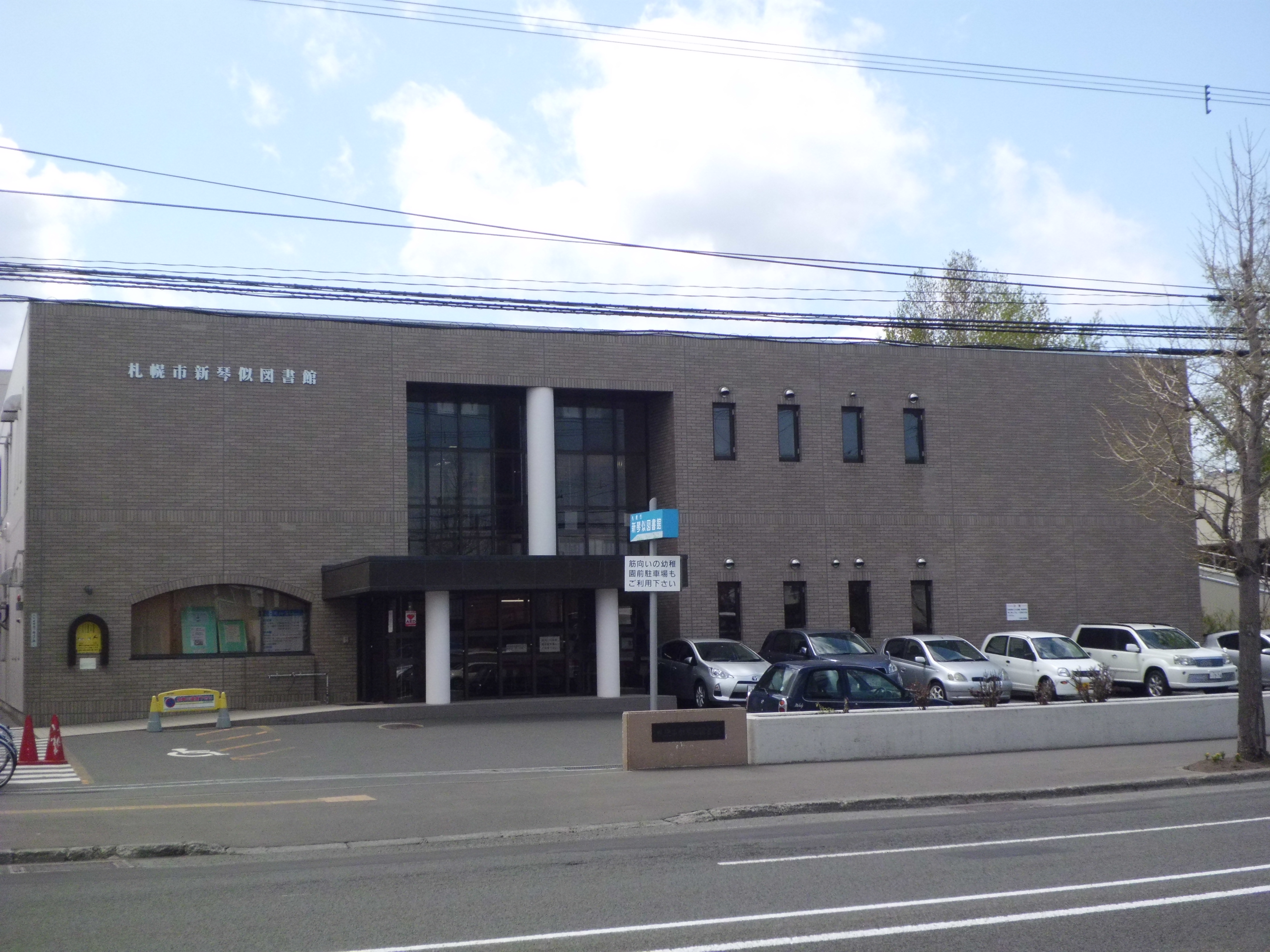
札幌市新琴似図書館（2013年5月）
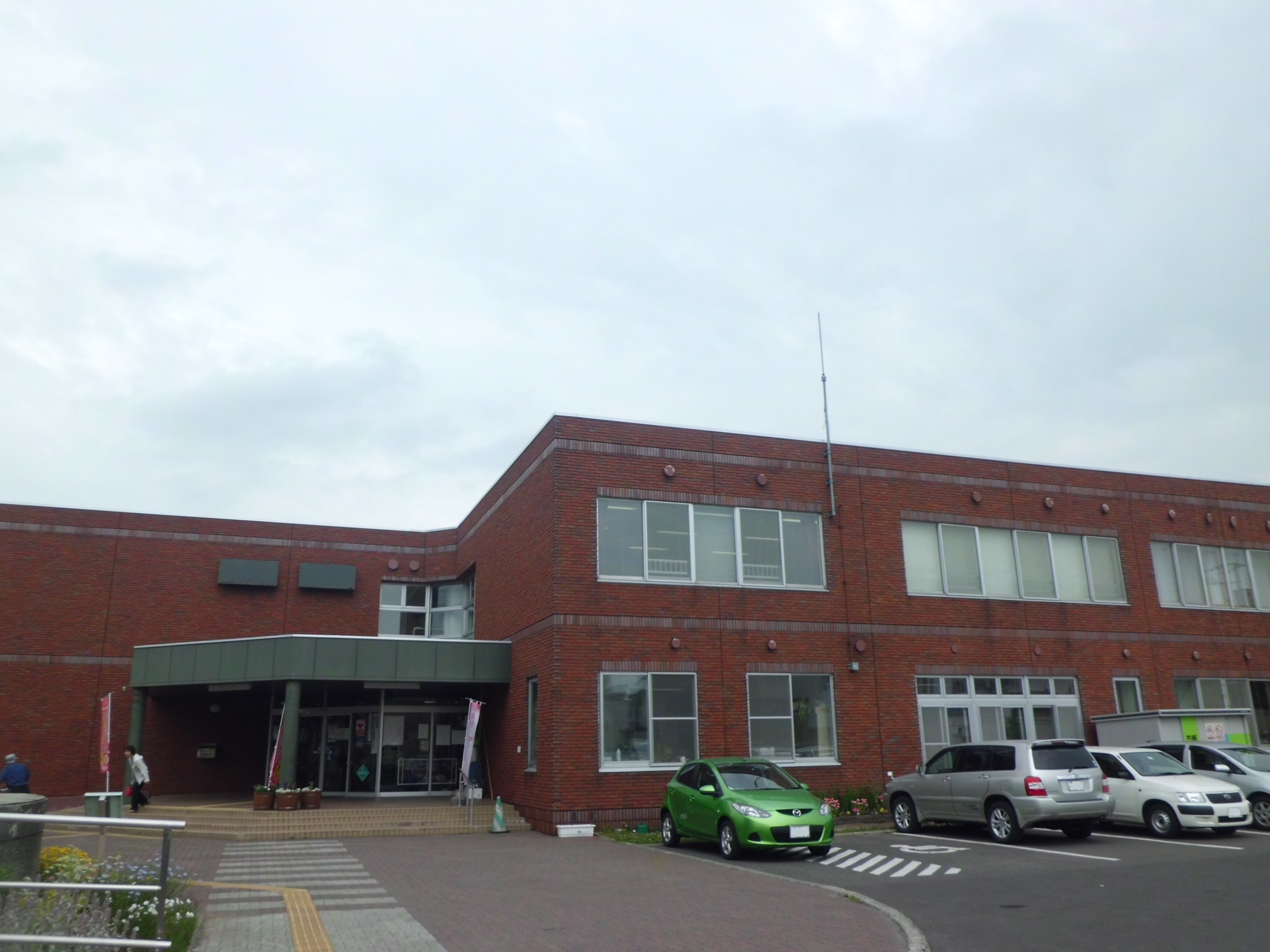
屯田郷土資料館（2015年6月）

### スポーツ施設
- 札幌市北区体育館
- 札幌サンプラザ（プール）
- 札幌市麻生球場
- 屯田西公園
  - 陸上競技場
  - 野球場
  - 庭球場
- 太平公園
  - 野球場
  - 庭球場
- 新琴似グリーン公園
  - 野球場
  - 庭球場
- あいの里公園
  - 野球場
  - 庭球場
- 茨戸川緑地パークゴルフ場

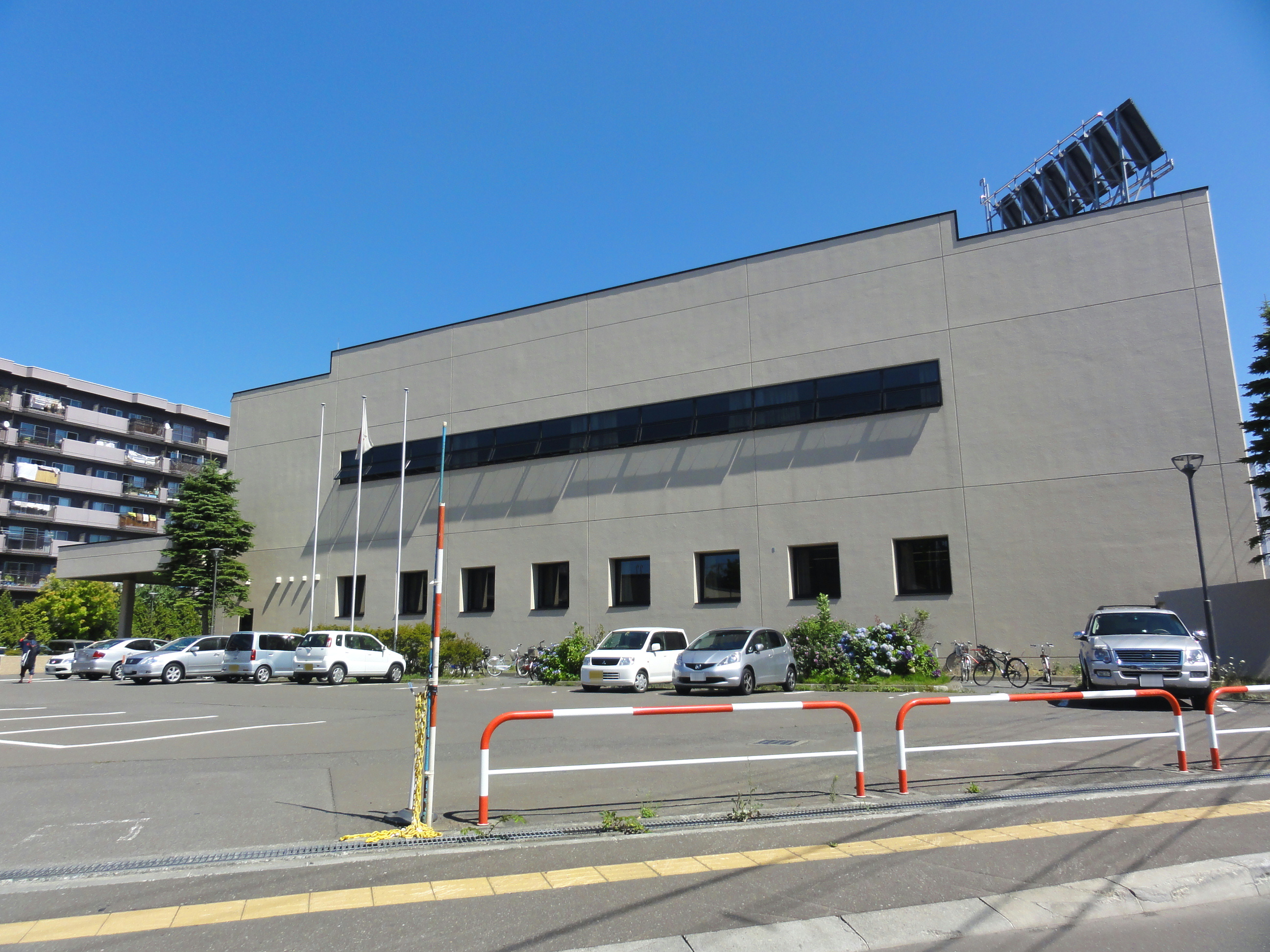
札幌市北区体育館（2012年8月）
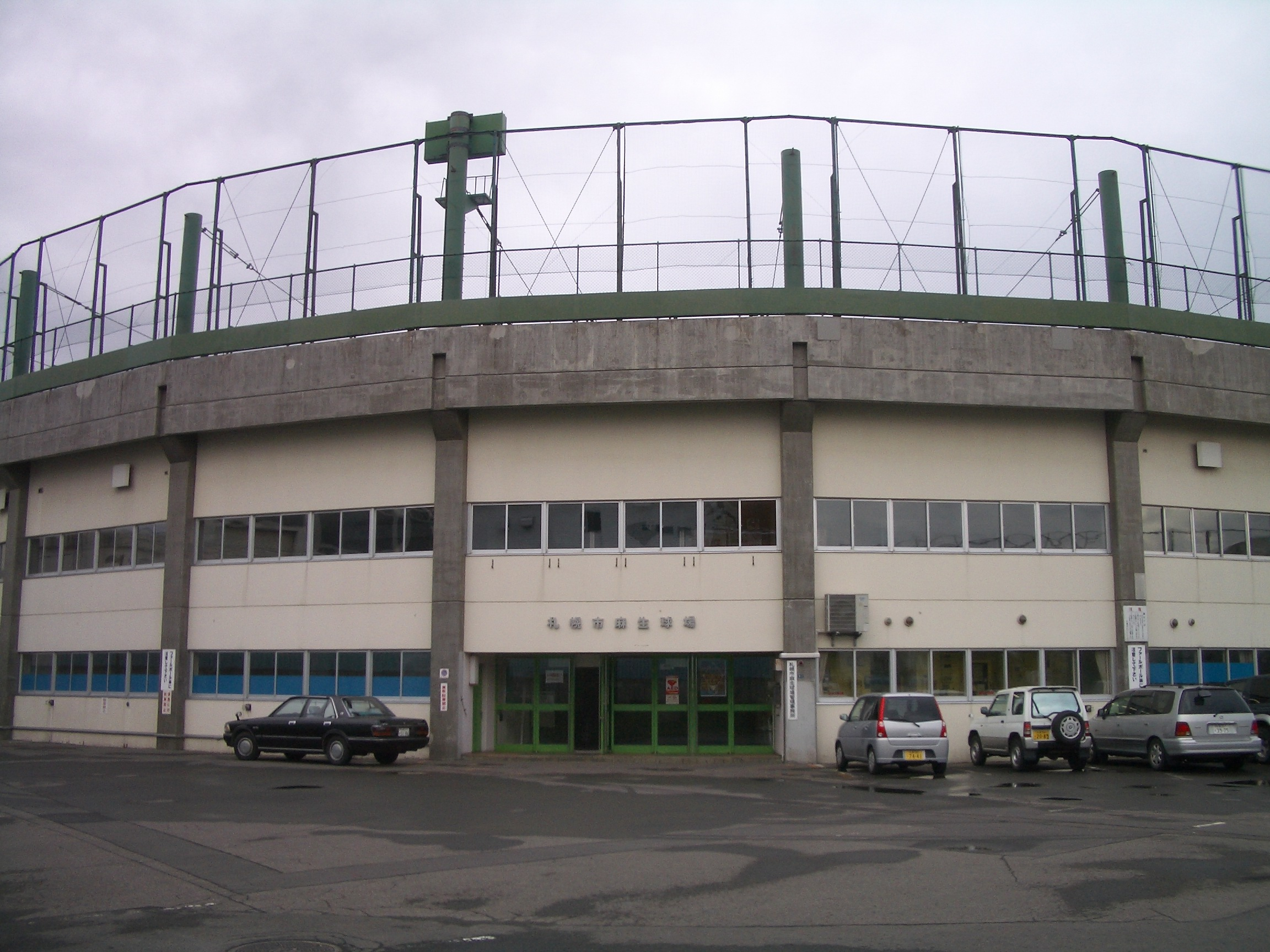
札幌市麻生球場（2007年10月）

## 公的機関

### 警察
- 北警察署
  - 札幌駅北口交番、北二十条交番、北三十条交番、麻生交番、新琴似交番、新琴似西交番、新川交番、新光交番、篠路交番、あいの里交番、屯田交番、太平交番、茨戸交番

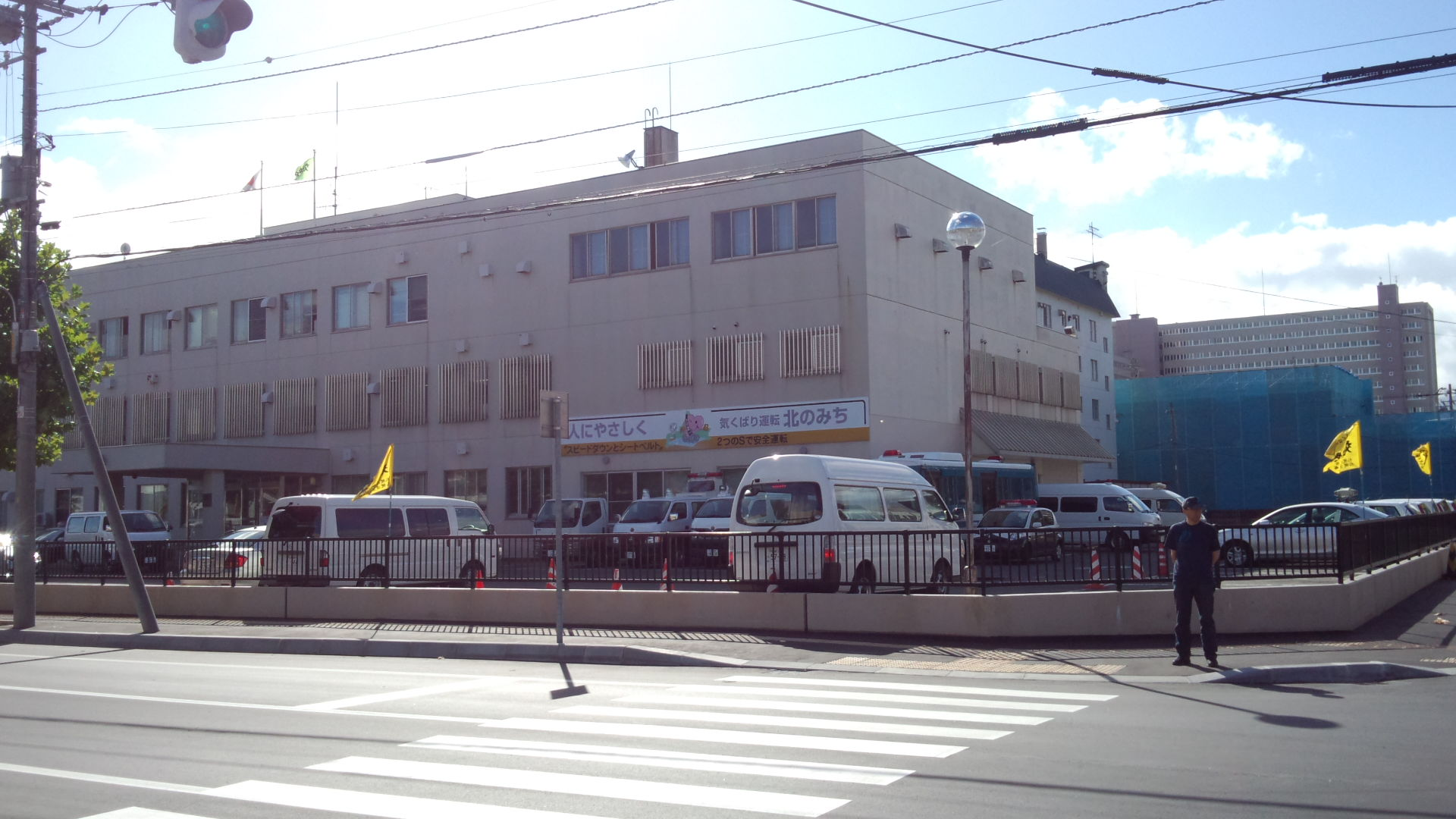
北警察署（2012年7月）

### 消防
- 札幌市消防局北消防署
  - あいの里出張所、篠路出張所、屯田出張所、新琴似出張所、新光出張所、新川出張所、幌北出張所

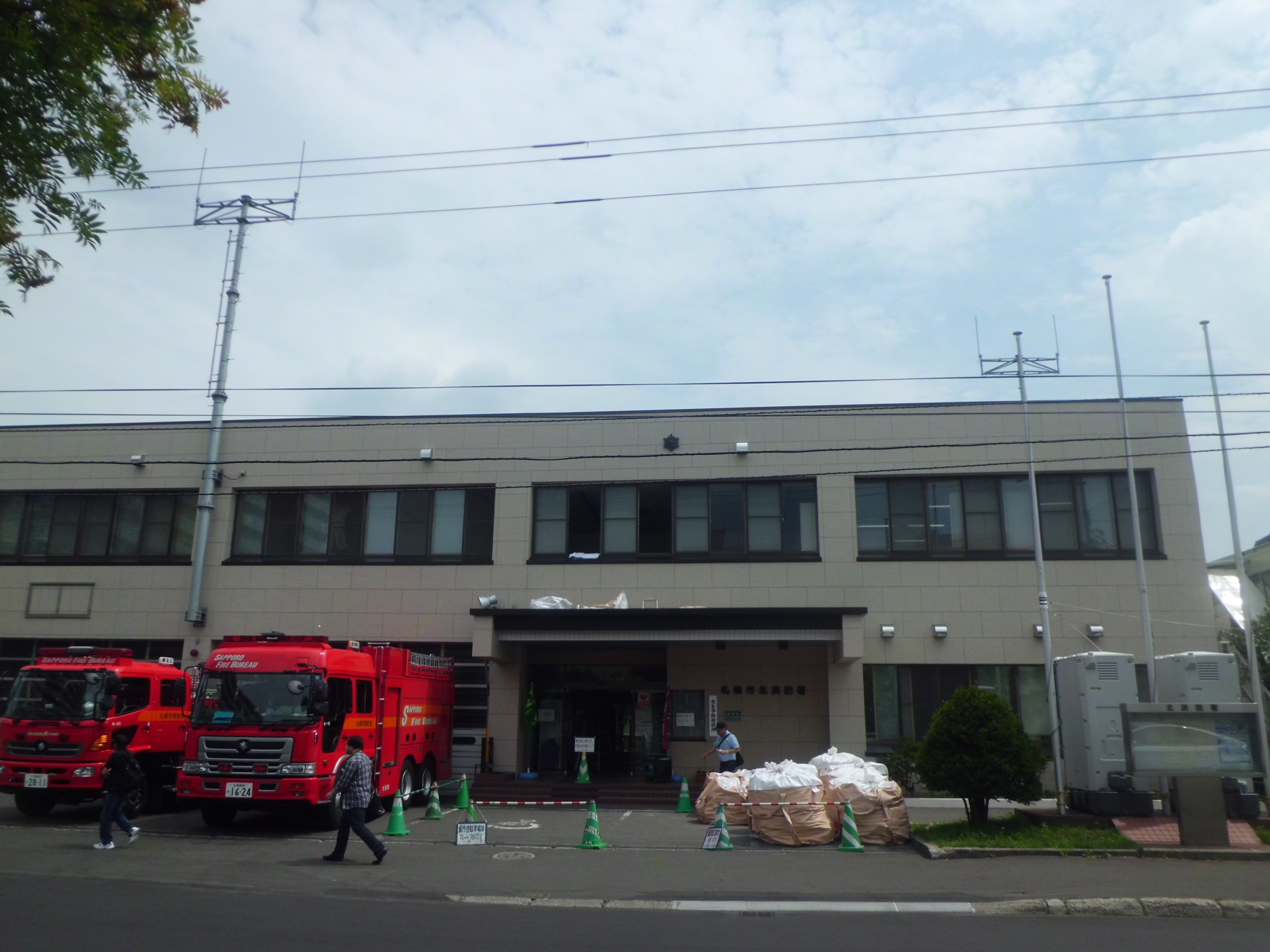
北消防署（2015年8月）

### 病院
「医療機関名簿（北区）」参照
- 麻生整形外科病院
- 荒木病院
- 石金病院
- 大黒胃腸内科病院
- 大塚眼科病院
- 小原病院
- 開成病院
- 北札幌病院
- 五稜会病院
- 坂泌尿器科病院
- 札幌しらかば台篠路病院
- 札幌鈴木病院
- 札幌優翔館病院
- 札幌百合の会病院
- 新川新道整形外科病院
- 晴生会さっぽろ病院
- 長生会病院
- 中江病院
- 北成病院
- 北海道医療大学病院
- 北海道大学病院
- 牧田病院
- 松田整形外科記念病院

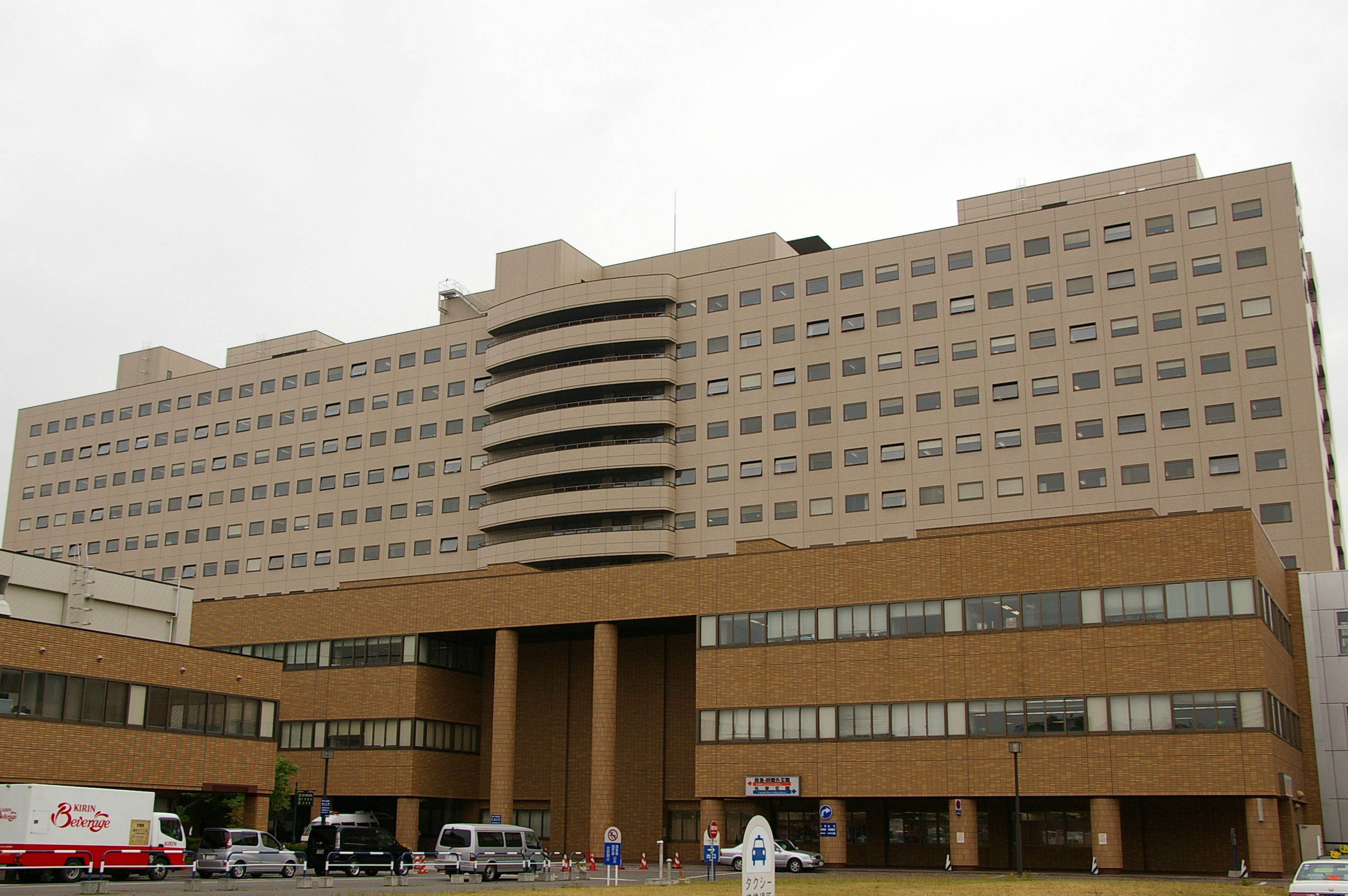
北海道大学病院（2007年8月）

### 電力・ガス
- 北海道電力札幌北支社
- 北海道セントラルガス札幌北営業所

### 放送局
ラジオ放送局
- FM NORTH WAVE (FM NORTH WAVE)

インターネット配信局
- SSKラジオ放送（札幌総合コミュニティーラジオ放送）

## 教育機関

### 大学
国立大学法人
- 北海道大学札幌キャンパス
- 北海道教育大学札幌校

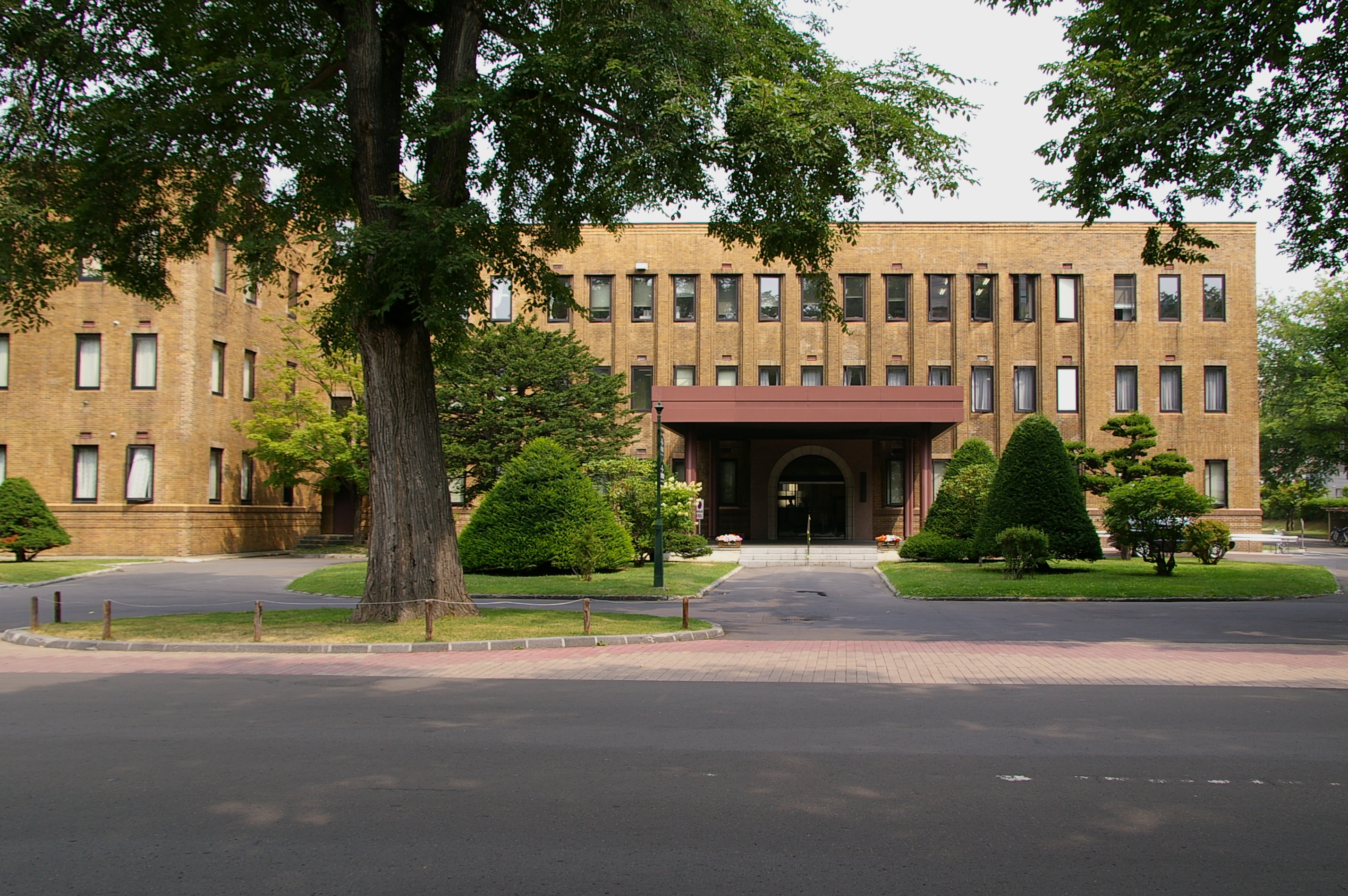
北海道大学事務局（2007年8月）
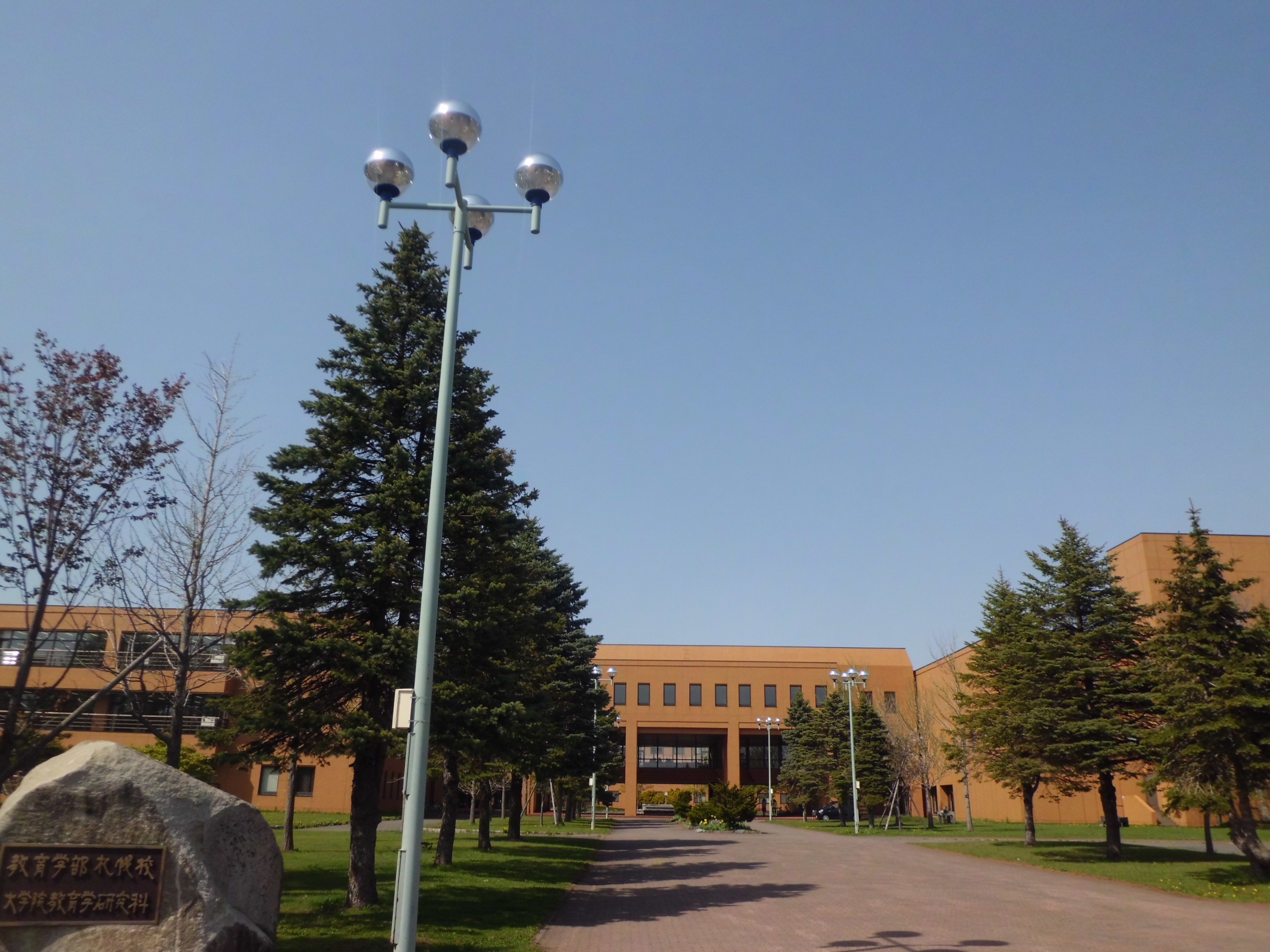
北海道教育大学札幌校（2015年5月）

私立
- 藤女子大学
- 北海道医療大学札幌あいの里キャンパス
- 北海道武蔵女子大学

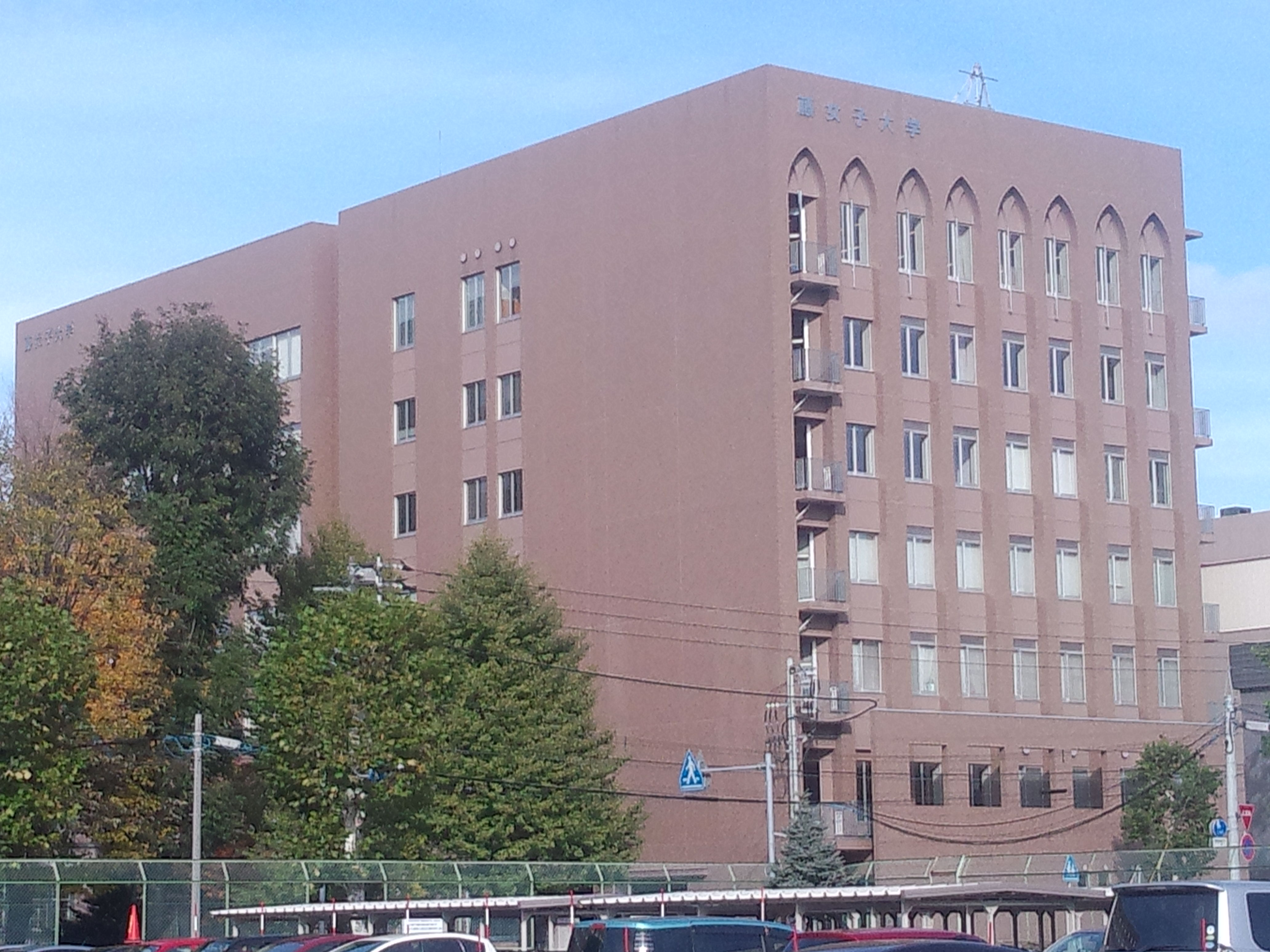
藤女子大学（2010年11月）
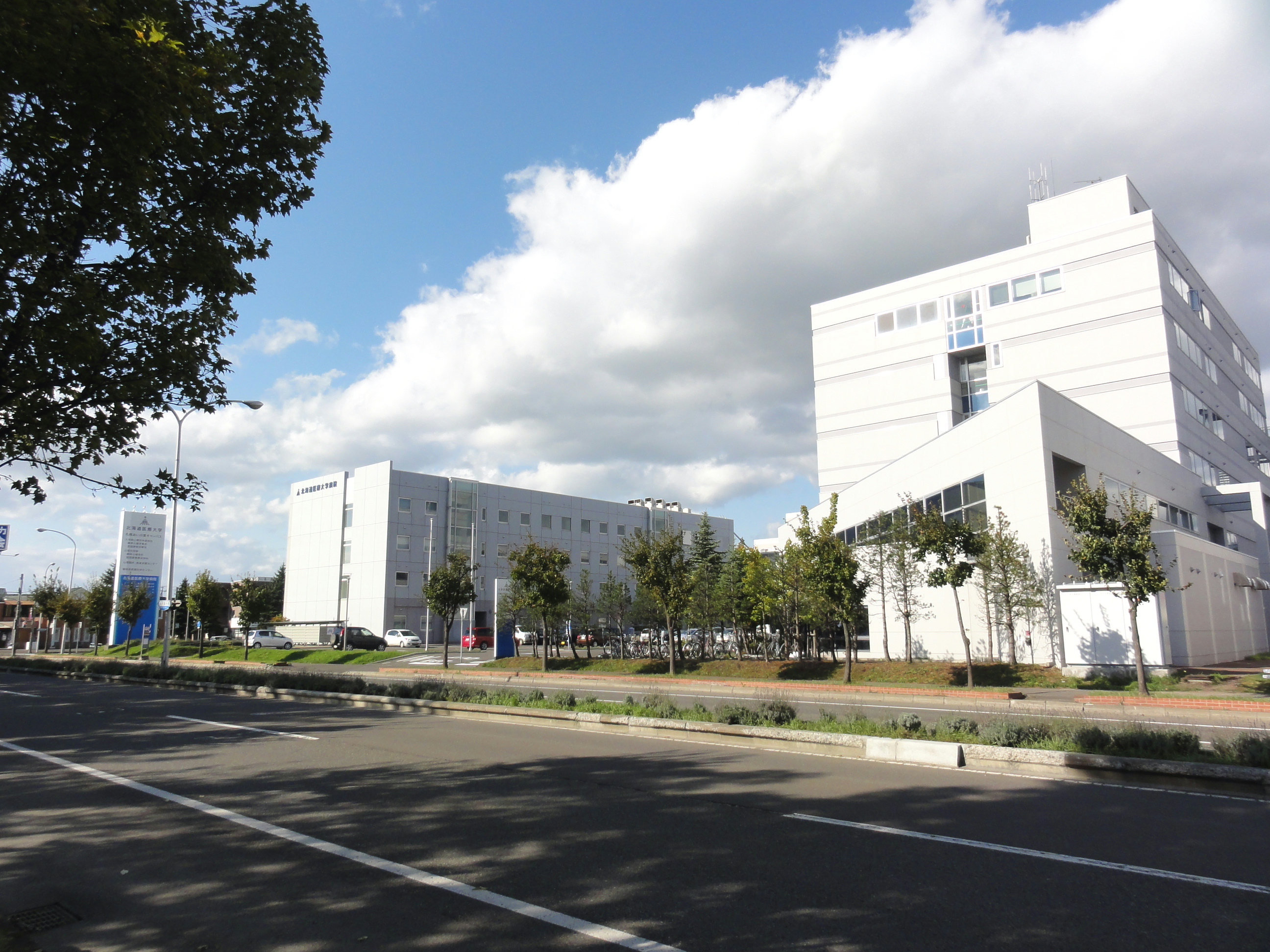
北海道医療大学札幌あいの里キャンパス（2012年10月）

### 短期大学
- 北海道武蔵女子短期大学

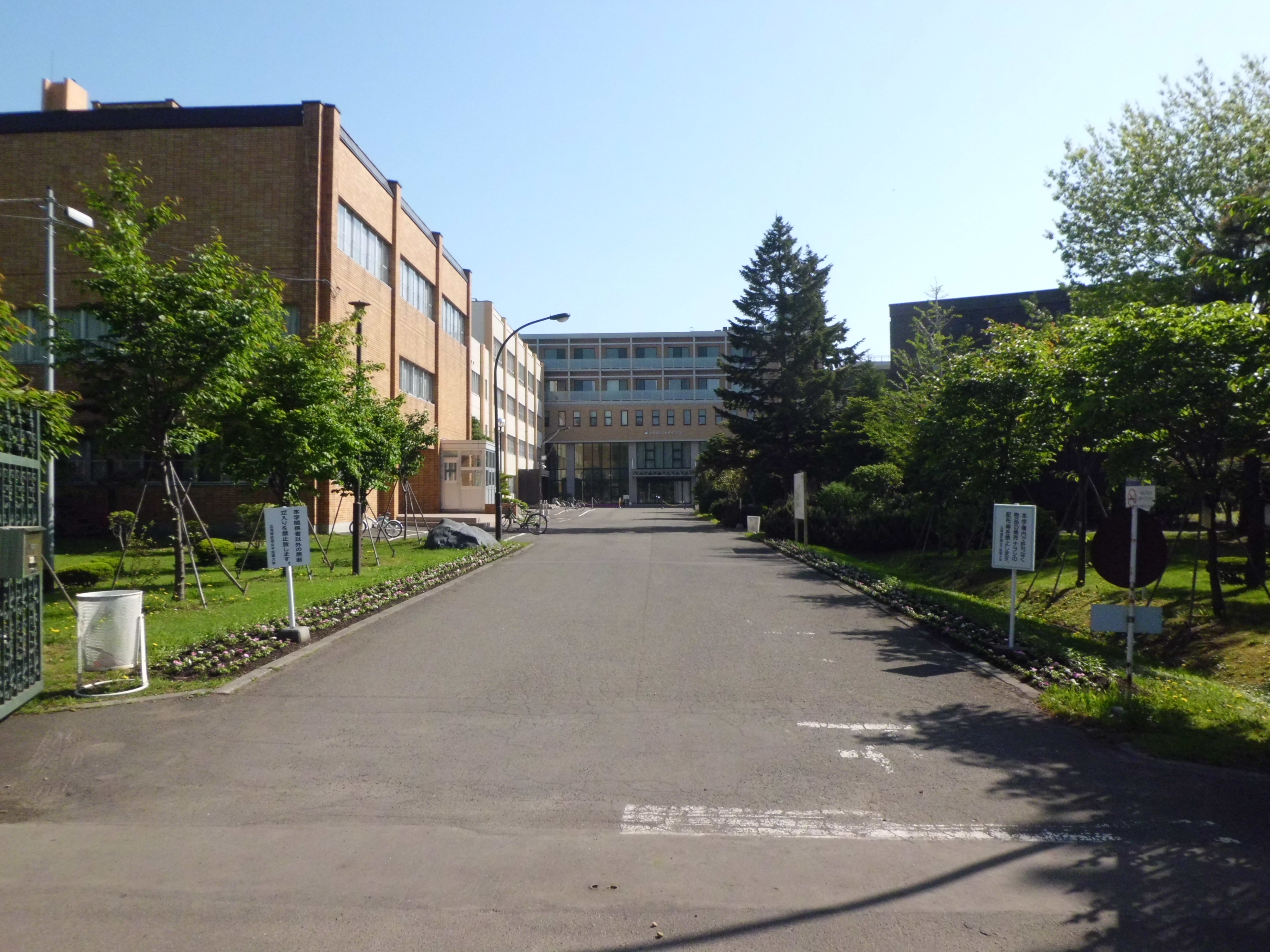
北海道武蔵女子短期大学（2013年6月）

### 専修学校
「学生納付特例対象学校一覧」参照
- 大原医療福祉専門学校
- 大原法律公務員専門学校
- 大原簿記情報専門学校札幌校
- 幌北編物服装学院
- 札幌医療リハビリ専門学校
- 専修学校代々木ゼミナール札幌校
- 竹田洋裁女学院
- 道央吉井式和裁専門学校
- 北海道アートクラフトアカデミー
- 北海道医薬専門学校
- 北海道芸術デザイン専門学校
- 北海道高等技能専修学校
- 北海道ファッション専門学校

### 高等学校
道立
- 北海道札幌北高等学校
- 北海道札幌北陵高等学校
- 北海道札幌英藍高等学校
- 北海道札幌国際情報高等学校
- 北海道札幌工業高等学校
- 北海道有朋高等学校

市立
- 市立札幌新川高等学校

私立
- 札幌創成高等学校
- 星槎国際高等学校札幌北学習センター

### 中高一貫校
- 藤女子中学校・高等学校

### 中学校
国立大学法人
- 北海道教育大学附属札幌中学校

市立
- 札幌市立北辰中学校
- 札幌市立新琴似中学校
- 札幌市立篠路中学校
- 札幌市立北陽中学校
- 札幌市立新琴似北中学校
- 札幌市立新川中学校
- 札幌市立光陽中学校
- 札幌市立太平中学校
- 札幌市立屯田中央中学校
- 札幌市立篠路西中学校
- 札幌市立新川西中学校
- 札幌市立上篠路中学校
- 札幌市立あいの里東中学校
- 札幌市立屯田北中学校
- 札幌市立北辰中学校ひまわり分校（北海道大学病院内）

### 小学校
国立大学法人
- 北海道教育大学附属札幌小学校

市立
- 札幌市立北九条小学校
- 札幌市立幌北小学校
- 札幌市立白楊小学校
- 札幌市立新琴似小学校
- 札幌市立屯田小学校
- 札幌市立新川小学校
- 札幌市立篠路小学校
- 札幌市立茨戸小学校
- 札幌市立鴻城小学校
- 札幌市立和光小学校
- 札幌市立光陽小学校
- 札幌市立新陽小学校
- 札幌市立新琴似北小学校
- 札幌市立新川中央小学校
- 札幌市立新琴似西小学校
- 札幌市立太平小学校
- 札幌市立新琴似南小学校
- 札幌市立篠路西小学校
- 札幌市立新光小学校
- 札幌市立拓北小学校
- 札幌市立屯田南小学校
- 札幌市立北陽小学校
- 札幌市立新琴似緑小学校
- 札幌市立太平南小学校
- 札幌市立あいの里西小学校
- 札幌市立屯田西小学校
- 札幌市立あいの里東小学校
- 札幌市立百合が原小学校
- 札幌市立屯田北小学校
- 札幌市立幌北小学校ひまわり分校（北海道大学病院内）

私立
- 札幌三育小学校

### 特別支援学校
道立
- 北海道札幌聾学校
- 北海道拓北養護学校
- 北海道札幌あいの里高等支援学校

市立
- 市立札幌豊明高等支援学校

### 認定こども園
- 新琴似幼稚園[15]
- 認定こども園ひまわり[15]
- つよし幼稚園[15]
- 認定こども園こうほく[15]
- 認定こども園あいの里[15]
- 太陽こころ幼稚園[15]
- こども園ソレイユ[15]

### 幼稚園
市立
- 札幌市立白楊幼稚園

私立
- 新琴似育英幼稚園[15]
- 藤幼稚園[15]
- 麻生明星幼稚園[15]
- 篠路光真幼稚園[15]
- 新川幼稚園[15]
- 札幌北幼稚園[15]
- Cinq Perles（サンクパール）幼稚園[15]
- 華園幼稚園[15]
- そうせい幼稚園[15]
- 札幌三育幼稚園[15]
- 百合が原幼稚園[15]
- 茨戸メリー幼稚園[15]
- あいの里大藤幼稚園[15]

### 認可保育所
市立
- 札幌市北区保育・子育て支援センター[16]
- 札幌市新川保育園[16]
- 札幌市新琴似保育園[16]

私立
- あいの里協働保育園[16]
- ドリームキッズ保育園[16]
- アートチャイルド札幌百合が原[16]
- 新琴似南保育園[16]
- 屯田すずらん保育園[16]
- 麻生保育園[16]
- 屯田保育園[16]
- 篠路中央保育園[16]
- 愛和えるむ保育園[16]
- 篠路高洋保育園[16]
- 幌北ゆりかご保育園[16]
- 三和新琴似保育園[16]
- 太平保育園[16]
- あかつき篠路保育園[16]
- 札幌北保育園[16]
- 札幌こばと保育園[16]
- 幌北中央保育園[16]
- 新川北保育園[16]
- しんことに清香保育園[16]
- 札幌はこぶね保育園[16]
- あいの里保育園[16]
- 風の子保育園[16]
- はぐくみ保育園[16]
- 屯田大藤保育園[16]
- 子どもの園保育園[16]
- 新川西さくらこ保育園[16]
- 拓北ひまわり保育園[16]
- 札幌創成保育園[16]
- 新琴似中央保育園[16]
- 屯田桃の花保育園[16]
- あいの里せせらぎ保育園[16]
- アートチャイルドケア新琴似[16]
- 札幌未来保育園[16]
- エンジェル保育園[16]
- つばさ保育園[16]

### 学校教育以外の施設
- 中央バス自動車学校
- 麻生自動車学校
- 札幌篠路自動車学校

## 経済・産業

### 産業団地
- 新川地区工業団地

### 組合
- 札幌貴金属工芸組合
- 札幌市農業協同組合（JAさっぽろ）篠路支店・北経済センター、新琴似支店
- 北海道ホルスタイン農業協同組合
- 札幌エネルギー協同組合
- 札幌質屋協同組合
- 北海道基礎工業協同組合
- 北海道電機商業組合
- 北海道麻雀業組合連合会
- 北海道民主医療機関連合会

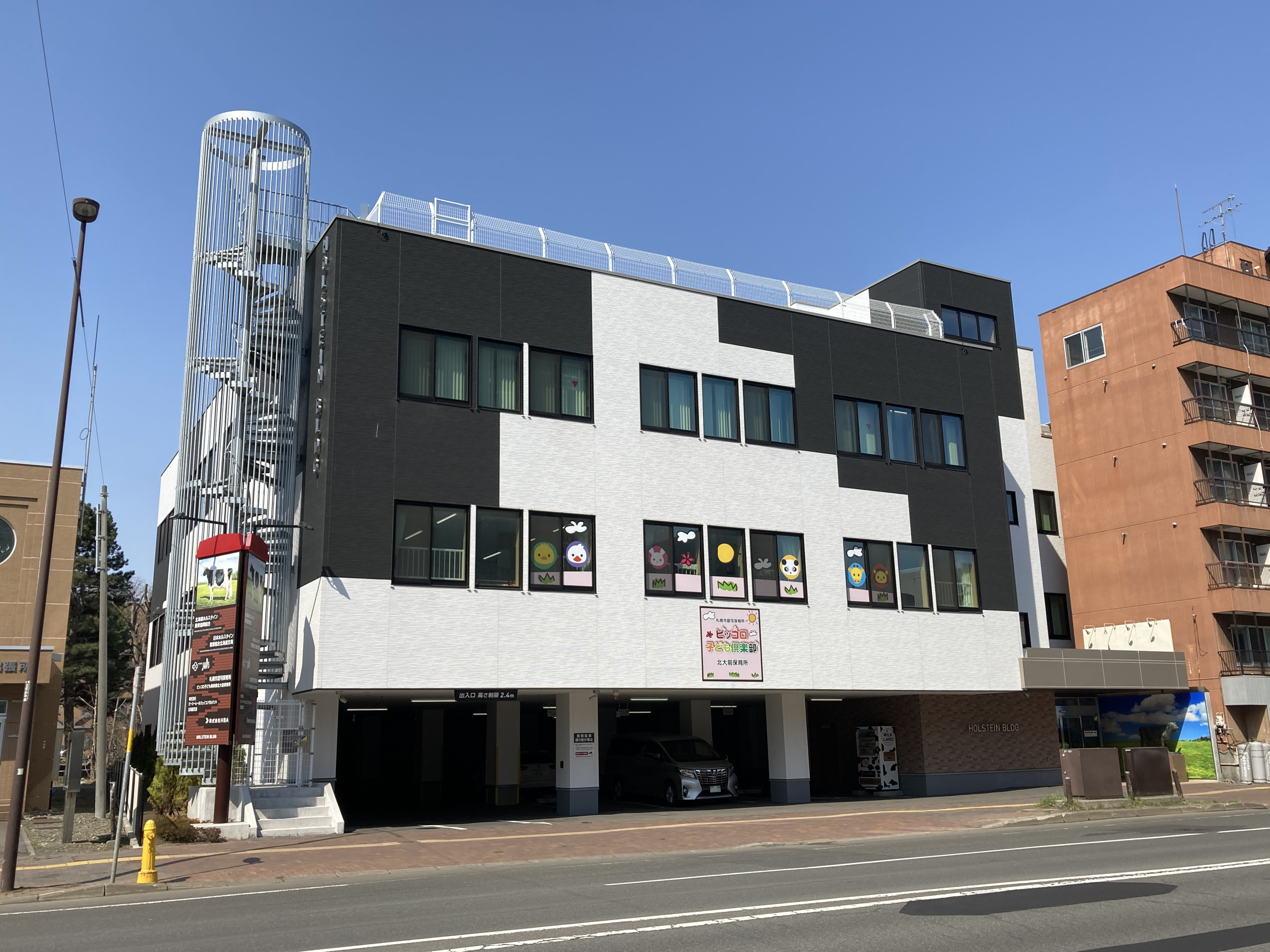
北海道ホルスタイン農業協同組合（2021年4月）

### 商業施設
ショッピングセンター
- 札幌駅総合開発
  - パセオ（2022年9月末営業終了）
- イオン北海道（イオングループ）
  - イオン札幌麻生店
- Firsto（OICグループ）
  - CiiNA CiiNA 屯田（旧イトーヨーカドー屯田店）
- 新都市ライフホールディングス
  - あいの里ショッピングセンター (i-MALL)
- オリックス
  - クロスモール新琴似

スーパーマーケット・ディスカウントストア
- イオン北海道（イオングループ）
  - マックスバリュ北32条店
  - マックスバリュ北店
  - マックスバリュ新琴似店
  - マックスバリュエクスプレス新川3条店
  - まいばすけっと新琴似6条1丁目店
  - まいばすけっと北30条西5丁目店
  - まいばすけっと北23条西6丁目店
  - まいばすけっと北23条西3丁目店
  - まいばすけっと北23条西5丁目店
  - まいばすけっと北19条西4丁目店
  - まいばすけっと北18条西4丁目店
  - まいばすけっと北13条西3丁目店
  - まいばすけっと北11条西4丁目店
- ラルズ（アークスグループ）
  - スーパーアークス北24条店
  - スーパーアークスエクスプレス
  - スーパーアークスノース
  - スーパーアークス新琴似店
  - ビッグハウス太平店
  - ビッグハウス新川店
- 東光ストア（アークスグループ）
  - 麻生店
  - あいの里店（あいの里ショッピングセンター内）
  - ディナーベル北大前店
  - ディナーベル新道西店
- 生活協同組合コープさっぽろ
  - あいの里店
  - 北12条店
  - とんでん店
  - しんことに店（クロスモール新琴似内）
- 北雄ラッキー
  - 篠路店
  - 新琴似四番通店
  - 衣料館北24条店
- ホクレン商事
  - ホクレンショップFoodFarm屯田8条店
- JR北海道フレッシュキヨスク（JR北海道グループ）
  - ジェイ・アール生鮮市場新琴似店
  - ジェイ・アール生鮮市場新川店
- トライアルカンパニー
  - スーパーセンタートライアル屯田店
- 長崎屋（パン・パシフィック・インターナショナルホールディングス）
  - MEGAドン・キホーテ新川店
- ドン・キホーテ（パン・パシフィック・インターナショナルホールディングス）
  - MEGAドン・キホーテ篠路店
- スーパーエース
  - 屯田店
  - 北18条店
  - 北34条店
- モリワキ
  - 北海市場屯田店
- 丸コ
  - マルコストアー本店
- ロピア（OICグループ）
  - 屯田店（CiiNA CiiNA屯田内・旧イトーヨーカドー屯田店食品売り場）

### 金融機関
銀行
- 北洋銀行
  - 北七条支店
  - 北二十四条支店
  - 麻生支店
  - 新川支店
  - 新川中央支店
  - 新琴似支店
  - 屯田北支店
  - 屯田支店
  - 篠路支店
  - あいの里支店

- 北海道銀行
  - 屯田パーソナル支店
  - あいの里パーソナル支店
  - 札幌駅北口支店
  - 札幌駅前支店
  - 麻生支店
  - 新川支店
  - 北二十四条支店
  - 篠路支店
  - 新川中央支店
  - 四番通出張所
  - 光星出張所

- 北陸銀行
  - 麻生支店
  - 東篠路出張所

協同組織金融機関
- 北海道信用金庫
  - 札幌駅北口支店
  - 白楊支店
  - 幌北支店
  - 篠路支店
  - 新琴似支店

- 空知信用金庫
  - 札幌北支店

- 北門信用金庫
  - 篠路支店
  - 新琴似支店

- 留萌信用金庫
  - 新川支店

- 遠軽信用金庫
  - 札幌支店

- 札幌中央信用組合
  - 北支店
  - 篠路支店

- 北央信用組合
  - 屯田支店

- 北海道労働金庫
  - 札幌北支店
  - 札幌麻生支店

- 北海道信用農業協同組合連合会（JAバンク北海道）
  - 札幌市農業協同組合（JAさっぽろ）
    - 篠路支店
    - 新琴似支店

### 郵便
北海道大学構内(北キャンパスを除く)および北9条以南の条丁目は、札幌中央郵便局が集配エリアとなっている。
- 札幌北郵便局（集配局）：北10条以北の条丁目・麻生・新川・新琴似地区
- 篠路郵便局（集配局）：篠路・屯田・拓北・あいの里地区
  - 札幌北七条郵便局
  - 札幌合同庁舎内郵便局
  - 札幌北大病院前郵便局
  - 北海道大学前郵便局
  - 札幌北二十三条郵便局
  - 札幌北二十四条西郵便局
  - 札幌北二十八条郵便局
  - 札幌北二十九条郵便局
  - 札幌北二十九条西郵便局
  - 札幌北三十四条郵便局
  - 札幌麻生郵便局
  - 札幌新川一条郵便局
  - 札幌新川二条郵便局
  - 札幌新川四条郵便局
  - 札幌新琴似郵便局
  - 札幌新琴似一条郵便局
  - 札幌新琴似五条郵便局
  - 札幌新琴似七条郵便局
  - 札幌新琴似八条郵便局
  - 札幌新琴似八条西郵便局
  - 札幌新琴似十一条郵便局
  - 札幌屯田郵便局
  - 札幌屯田四条郵便局
  - 札幌屯田七条郵便局
  - 札幌屯田八条郵便局
  - 篠路駅前郵便局
  - 札幌太平郵便局
  - 札幌拓北郵便局
  - 茨戸郵便局
  - 札幌あいの里郵便局
  - 札幌あいの里三条郵便局

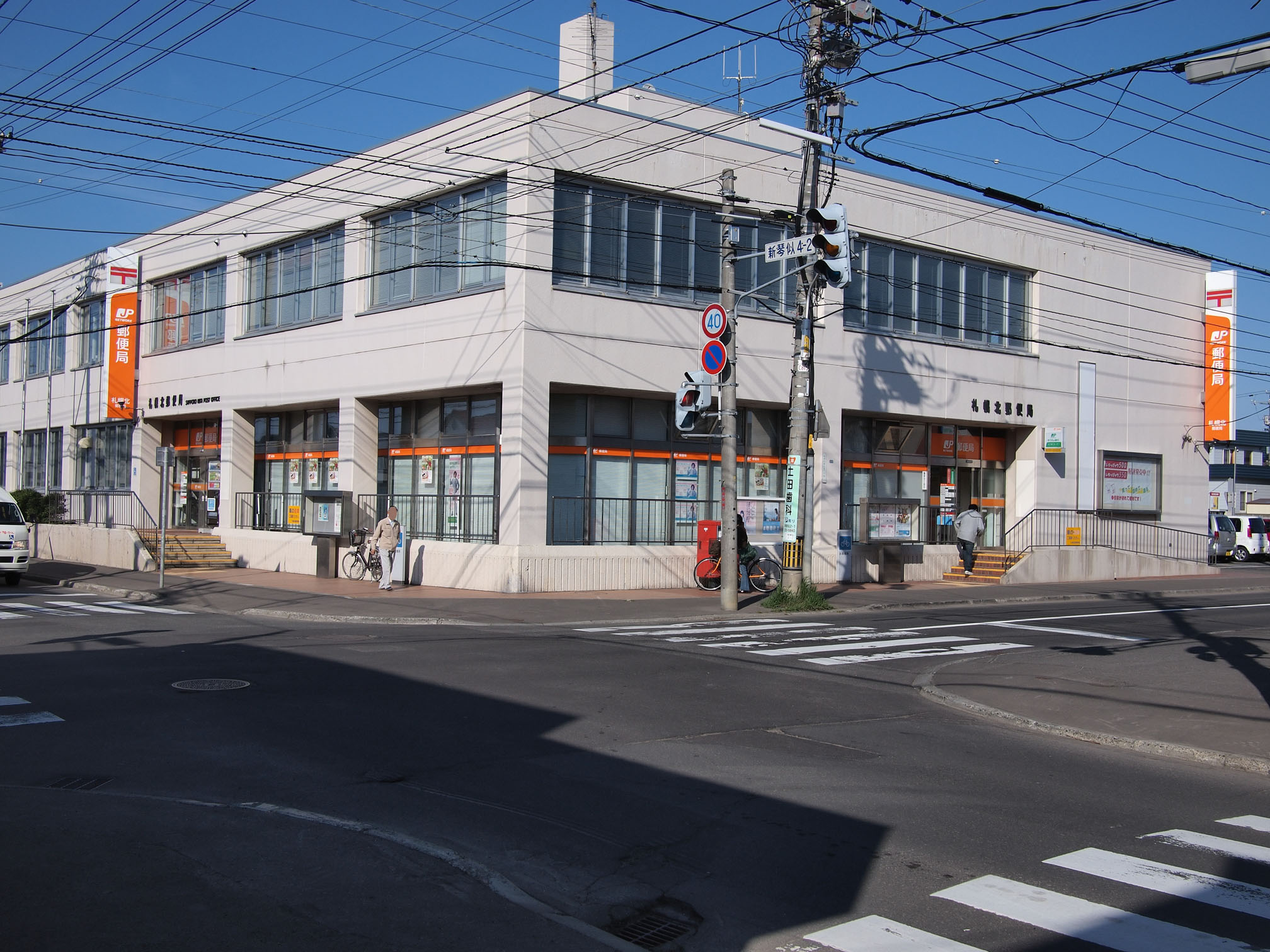
札幌北郵便局（2010年5月）
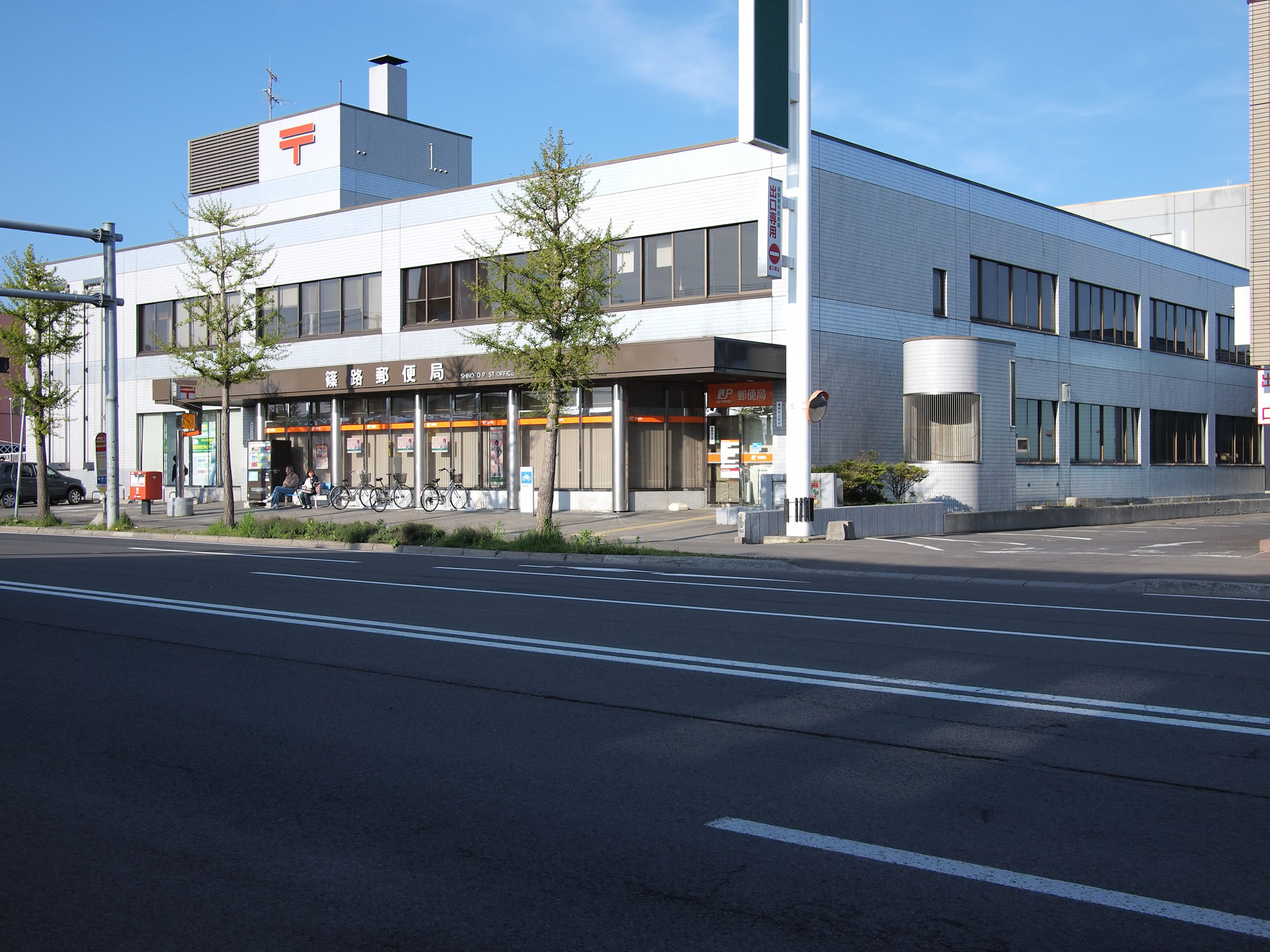
篠路郵便局（2010年5月）

### 宅配便
- ヤマト運輸札幌主管支店
  - 札幌駅北口センター
  - 北大前センター
  - エルム通センター
  - 北24条センター・札幌麻生センター
  - 新琴似センター
  - 札幌屯田センター・札幌百合が原センター
  - 札幌篠路センター・札幌あいの里センター
- 佐川急便札幌北営業所（所在地は西区）
- 日本通運札幌支店札幌自動車事業所（所在地は白石区）

## 交通

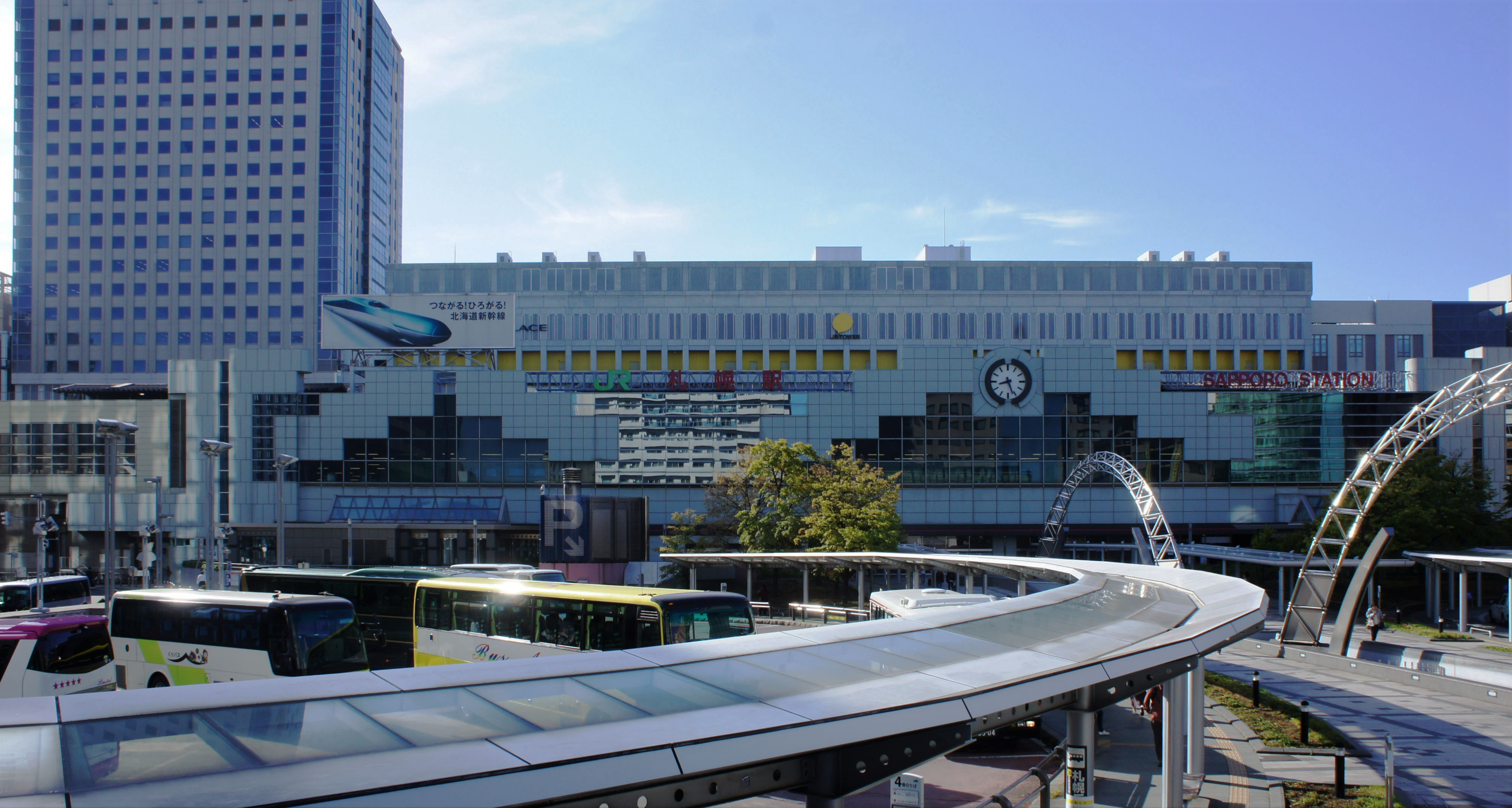
札幌駅北口（2018年9月）

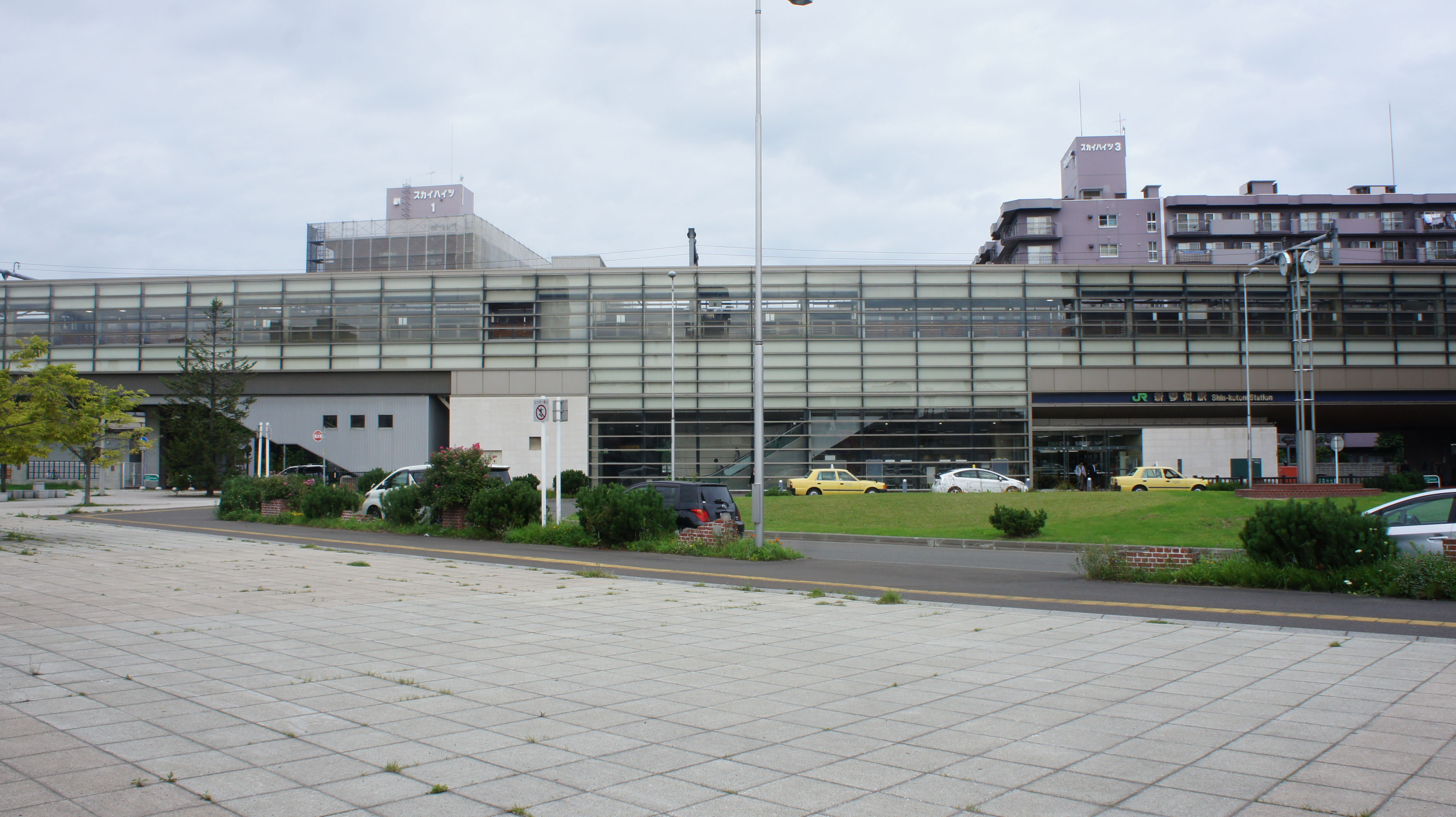
新琴似駅（2018年8月）

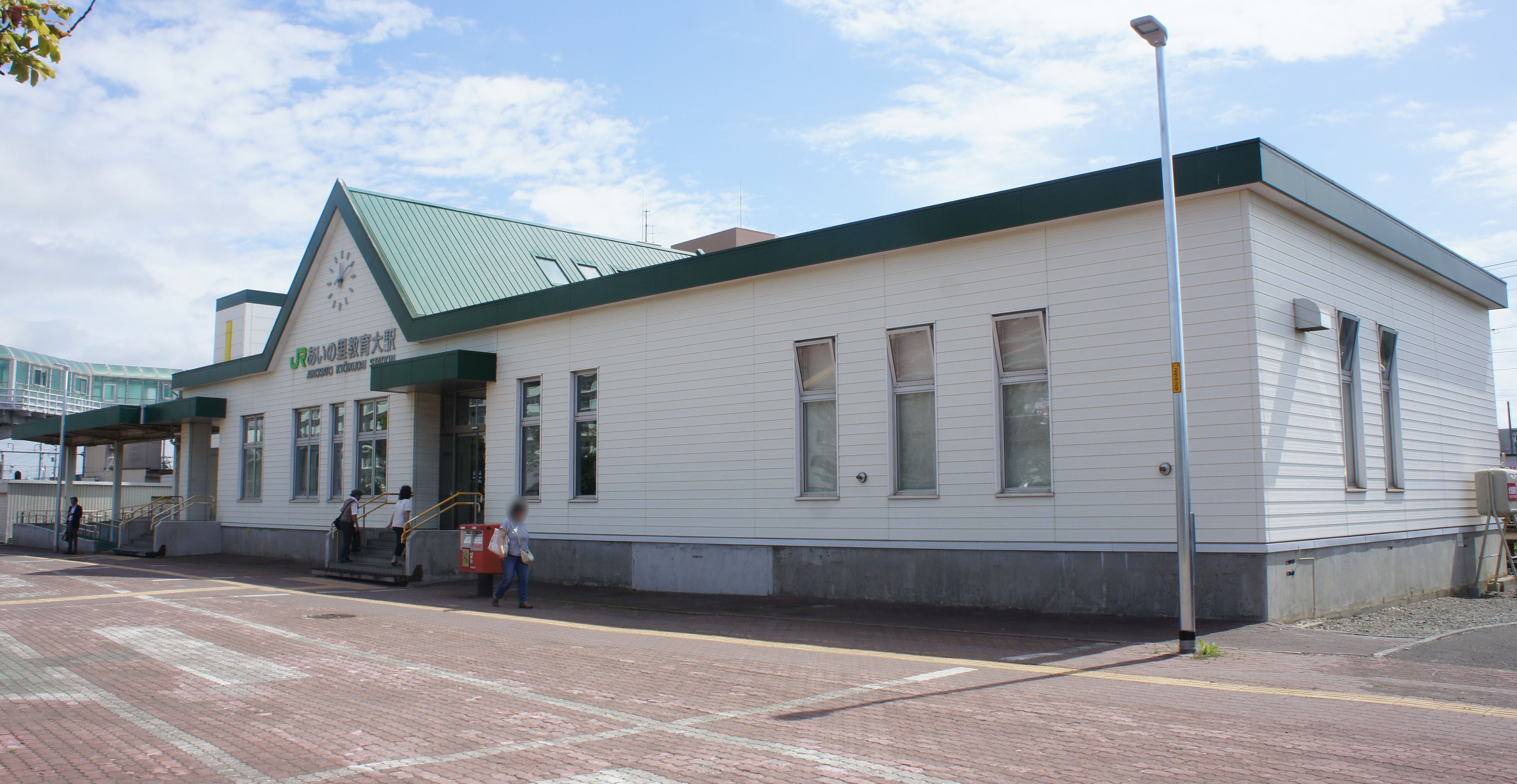
あいの里教育大駅北口（2018年8月）

1945年（昭和20年）まで現在の北区役所一帯に札幌飛行場があり、東京との定期便を運行していた。

### 鉄道
- 北海道旅客鉄道（JR北海道）（特定都区市内）
  - 函館本線：札幌駅[注 1]
  - 札沼線（学園都市線）：新川駅 - 新琴似駅 - 太平駅 [注 2] - 百合が原駅 - 篠路駅 - 拓北駅 - あいの里教育大駅 - あいの里公園駅
- 札幌市交通局
  - 札幌市営地下鉄南北線：北12条駅 - 北18条駅 - 北24条駅 - 北34条駅 - 麻生駅
  - 東豊線も北13条東駅 - さっぽろ駅の間でわずかに当区内を通過するが、駅は無い。

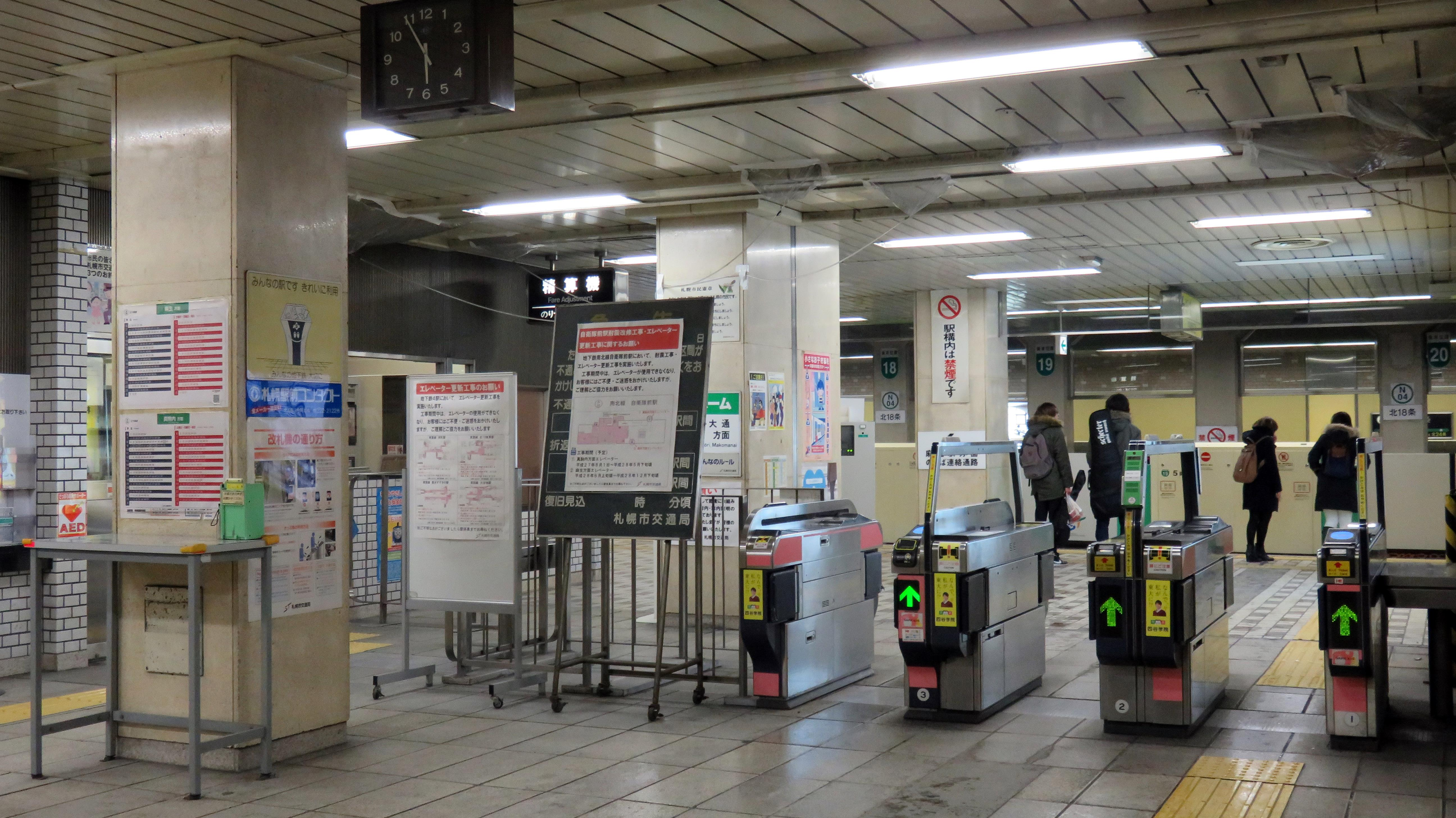
北18条駅改札口（2016年3月）
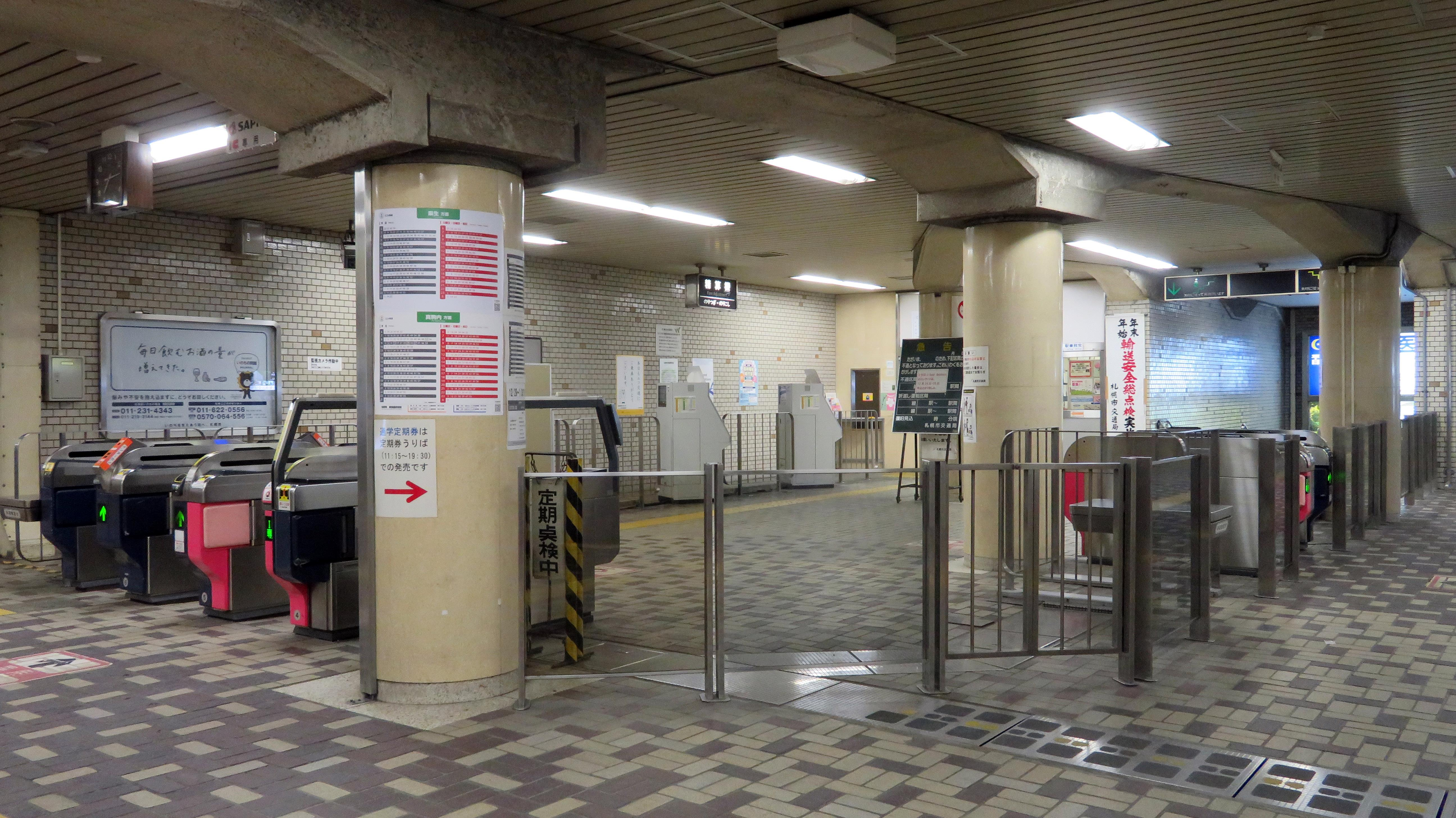
北24条駅改札口（2016年12月）
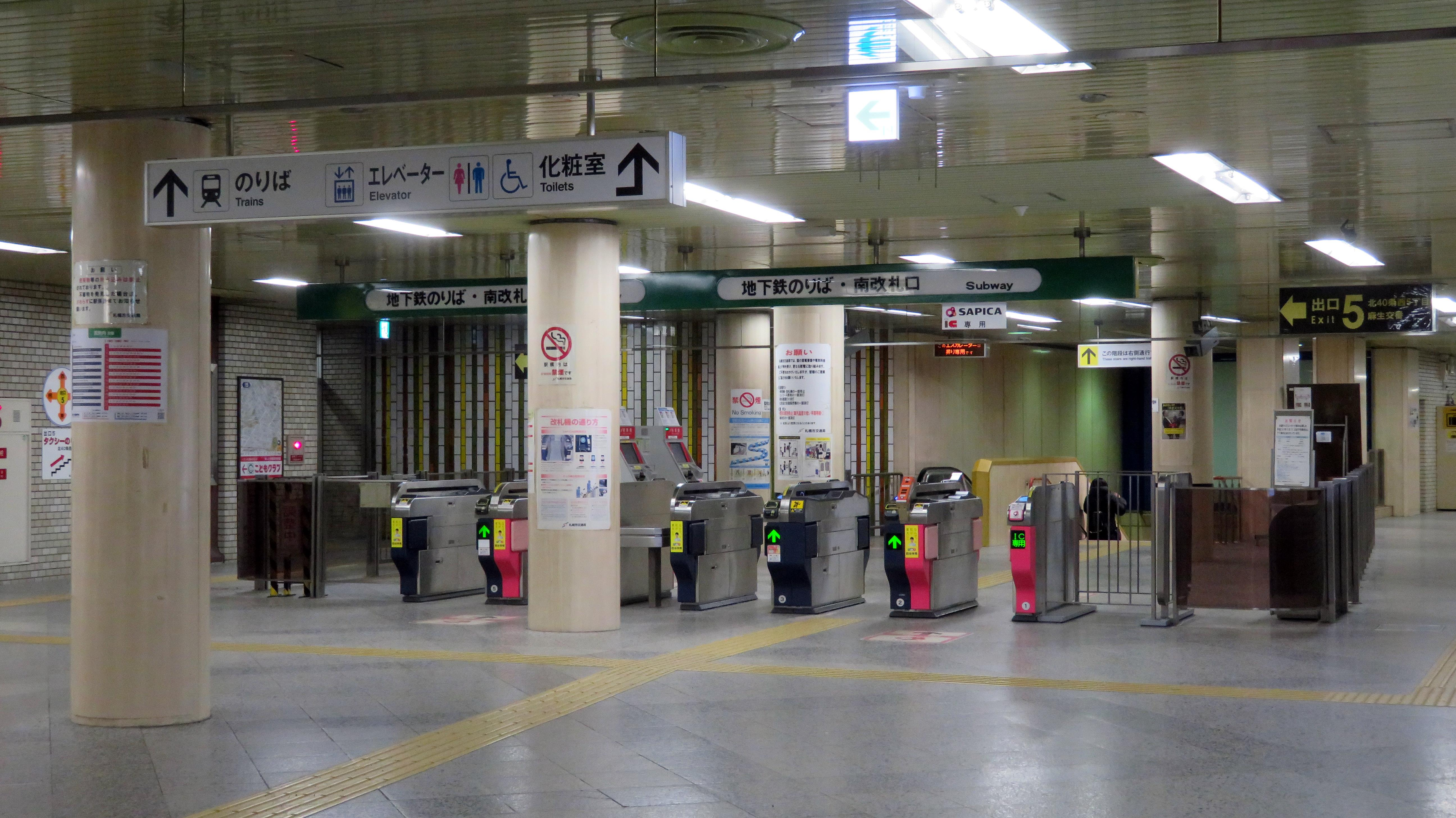
麻生駅改札口（2017年3月）

### バス
かつては札幌市交通局がバス路線（札幌市営バス）を運行していたが、段階的に民間事業者に路線を移譲し、2004年（平成16年）に廃止となった。
バスターミナル
- 北24条バスターミナル
- 麻生バスターミナル

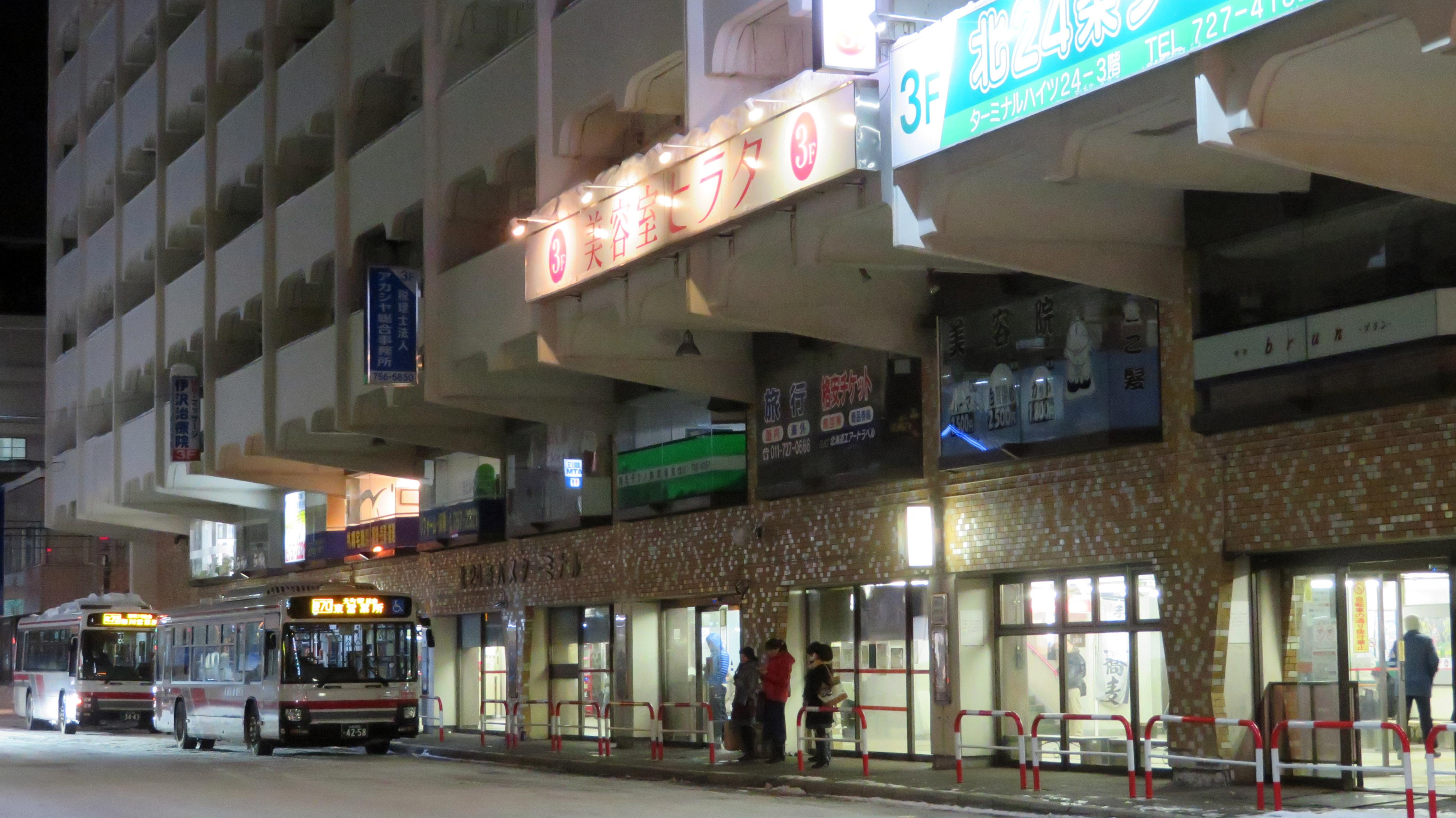
北24条バスターミナル（2016年12月）
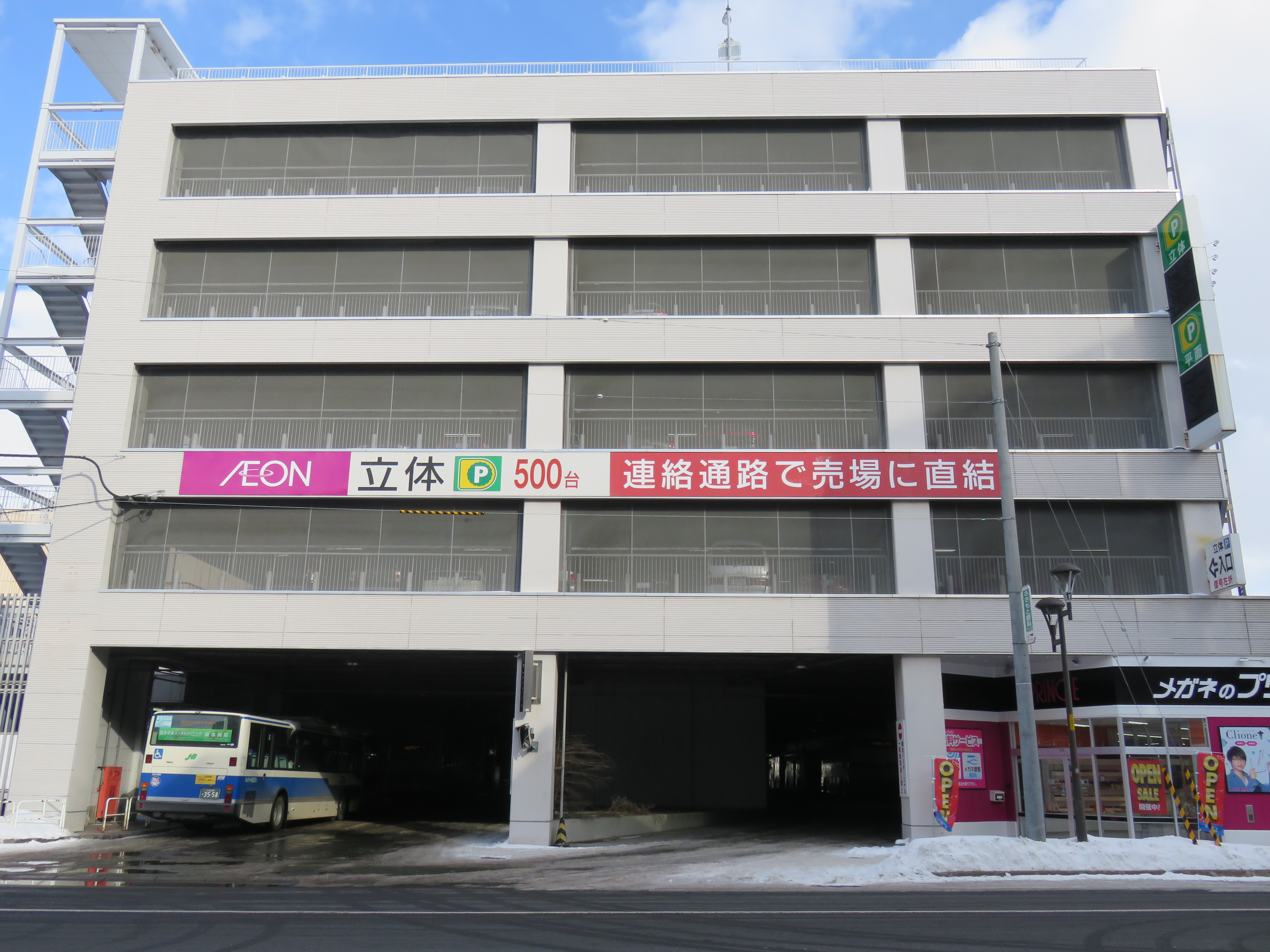
麻生バスターミナル（2016年2月）

空港連絡バス
- 北海道中央バス（北24条駅-新千歳空港間）（麻生駅経由）

路線バス
- 北海道中央バス 新川営業所[注 3]
- ジェイ・アール北海道バス[注 4]
- じょうてつバス(札幌駅北口近辺の地域に乗り入れ)[注 5]
- 当別町コミュニティバス（あいの里地区に乗り入れ）

### タクシー
- 三和交通
- 暁交通
- 札幌交通（北海道交運グループ）
- 北広島第一交通（第一交通産業グループ）
- 札幌エムケイ
- 金星自動車
- ダイコク交通
- 明星自動車
- フジ交通
- MID交通
- 東交通
- 朝日交通
- 北陸交通
- 恊和交通
- 平岸ハイヤー
- 鈴蘭交通
- 昭和交通
- はまなす交通
- 太洋ハイヤー

### 道路
- 高速道路
  - 札樽自動車道（北海道横断自動車道）：新川IC（ハーフIC） - 札幌北（第二）IC（小樽方面入口・旭川、苫小牧方面出口）[注 6]
- 地域高規格道路
  - 道央圏連絡道路
- 一般国道
  - 国道5号
    - 札幌新道

  - 国道231号
  - 国道337号（道央圏連絡道路）
- 主要地方道（主要道道・主要市道）
  - 北海道道89号札幌環状線
  - 北海道道112号札幌当別線
  - 北海道道125号前田新川線
  - 北海道道128号札幌北広島環状線
  - 札幌市主要市道9900号真駒内篠路線
- 一般道道
  - 北海道道273号花畔札幌線
  - 北海道道277号琴似停車場新琴似線
  - 北海道道508号矢臼場札幌線
  - 北海道道865号樽川篠路線
  - 北海道道1053号真駒内茨戸東雁来自転車道線

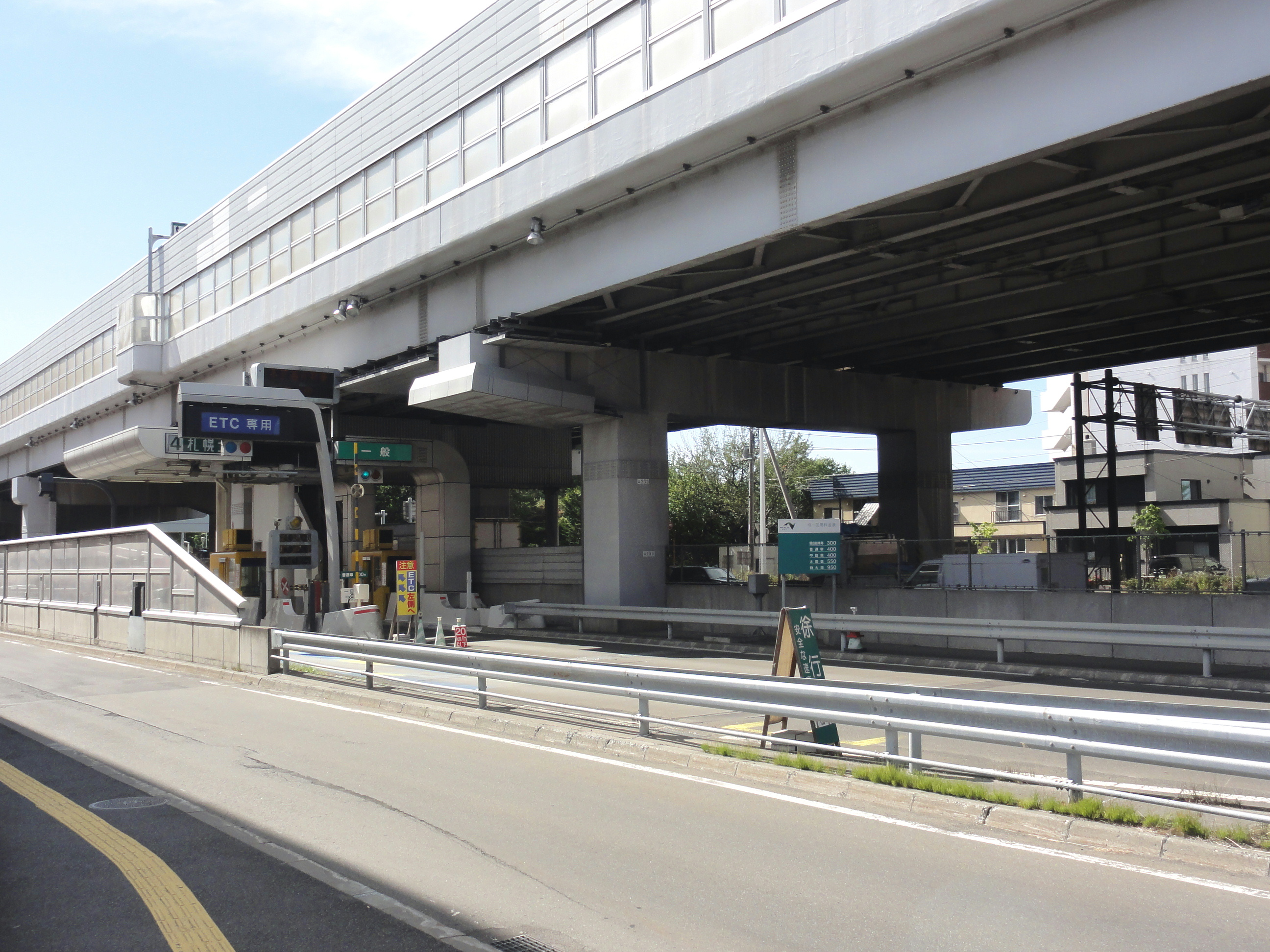
札幌北IC（小樽方面入口）（2012年8月）
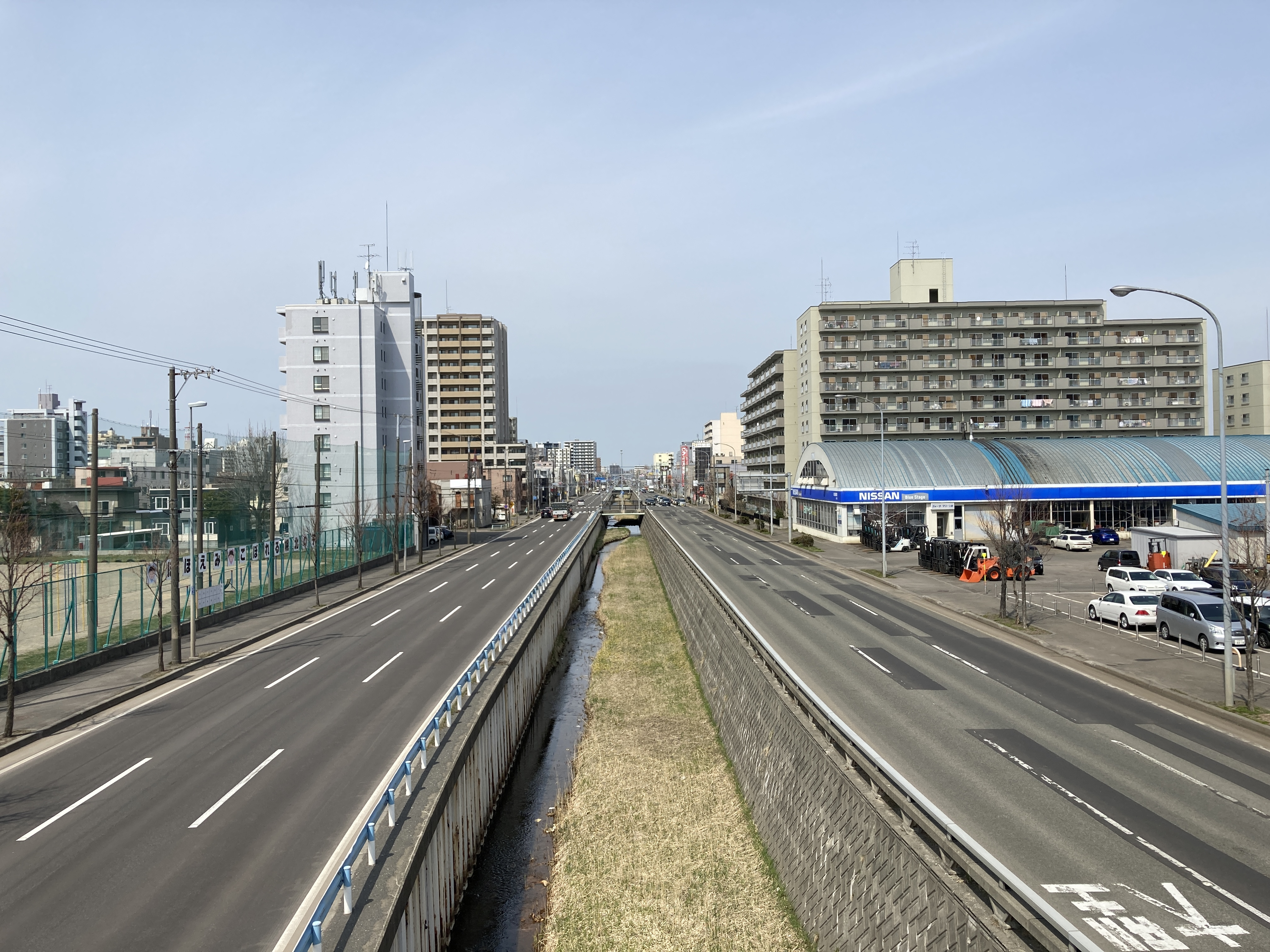
国道5号（創成川通）（2021年4月）
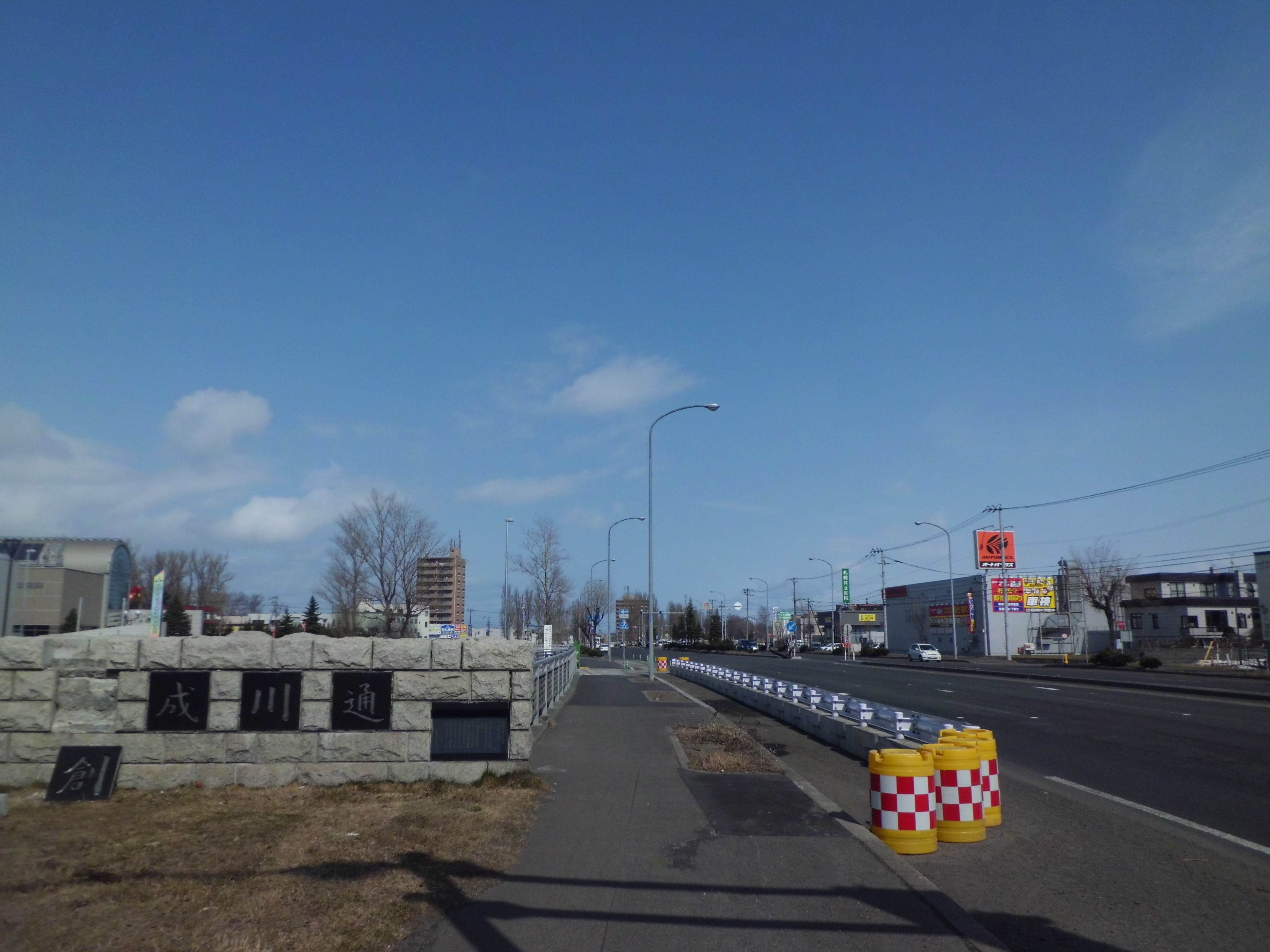
国道231号（創成川通）（2015年3月）

## 文化財
「札幌市内の文化財」参照
国指定
- 重要文化財
  - 北海道大学農学部（旧東北帝国大学農科大学）第二農場 9棟

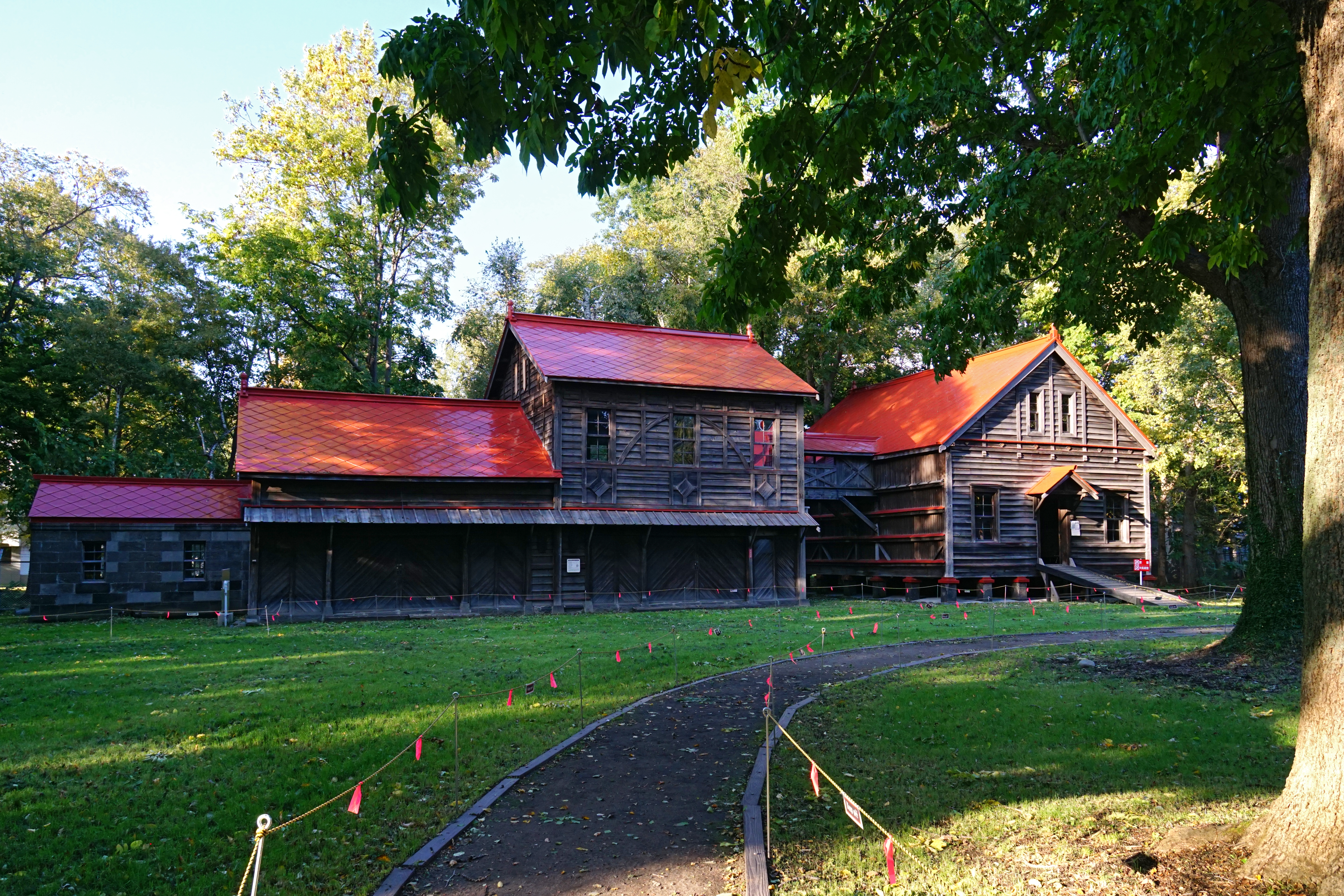
札幌農学校第2農場収穫室・脱稃室・穀物庫（2015年10月）
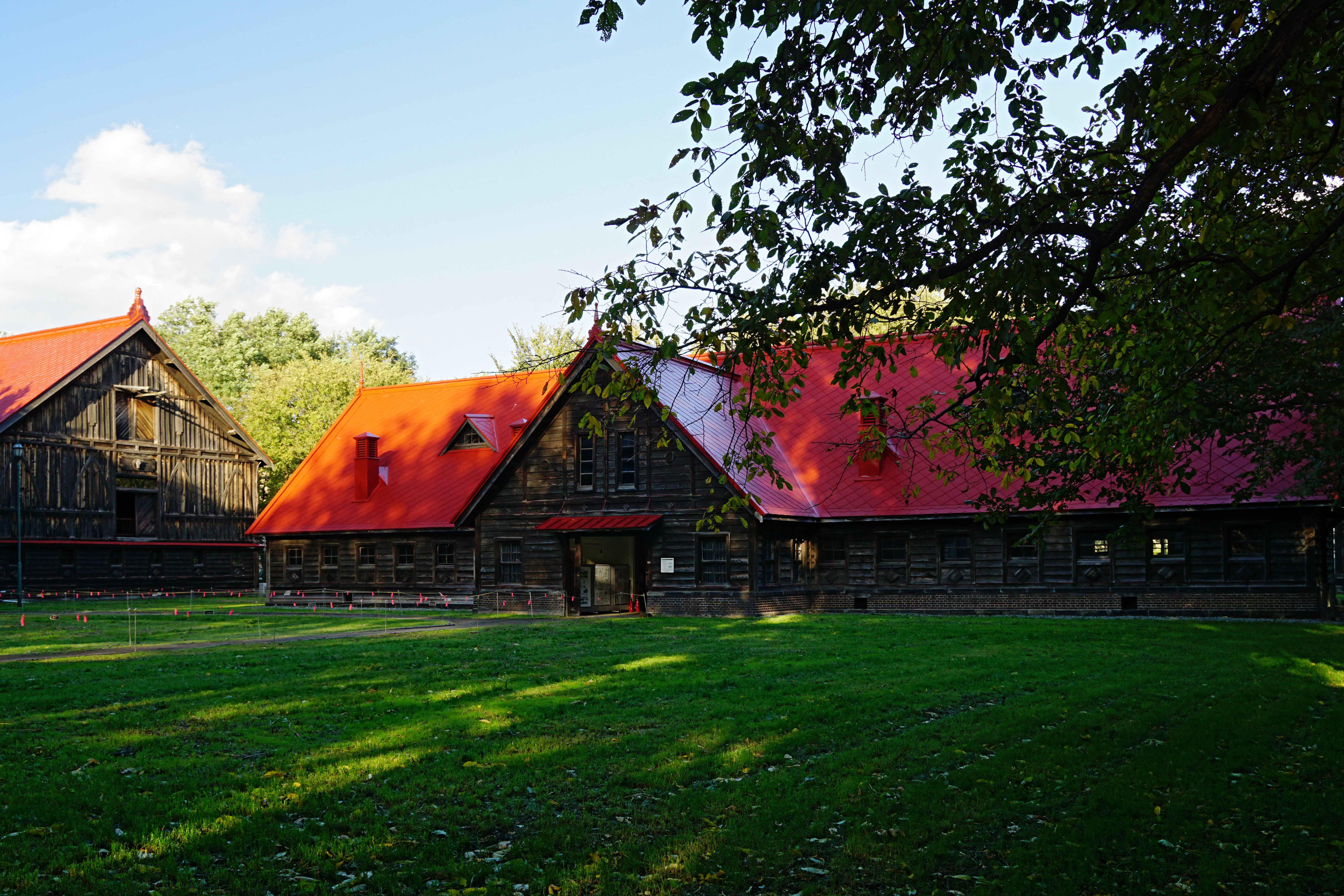
札幌農学校第2農場牧牛舎（2015年10月）

道指定
- 有形文化財
  - 新琴似村屯田兵村記録 - 北海道大学附属図書館蔵

市指定
- 有形文化財
  - 新琴似屯田兵中隊本部
  - 清華亭

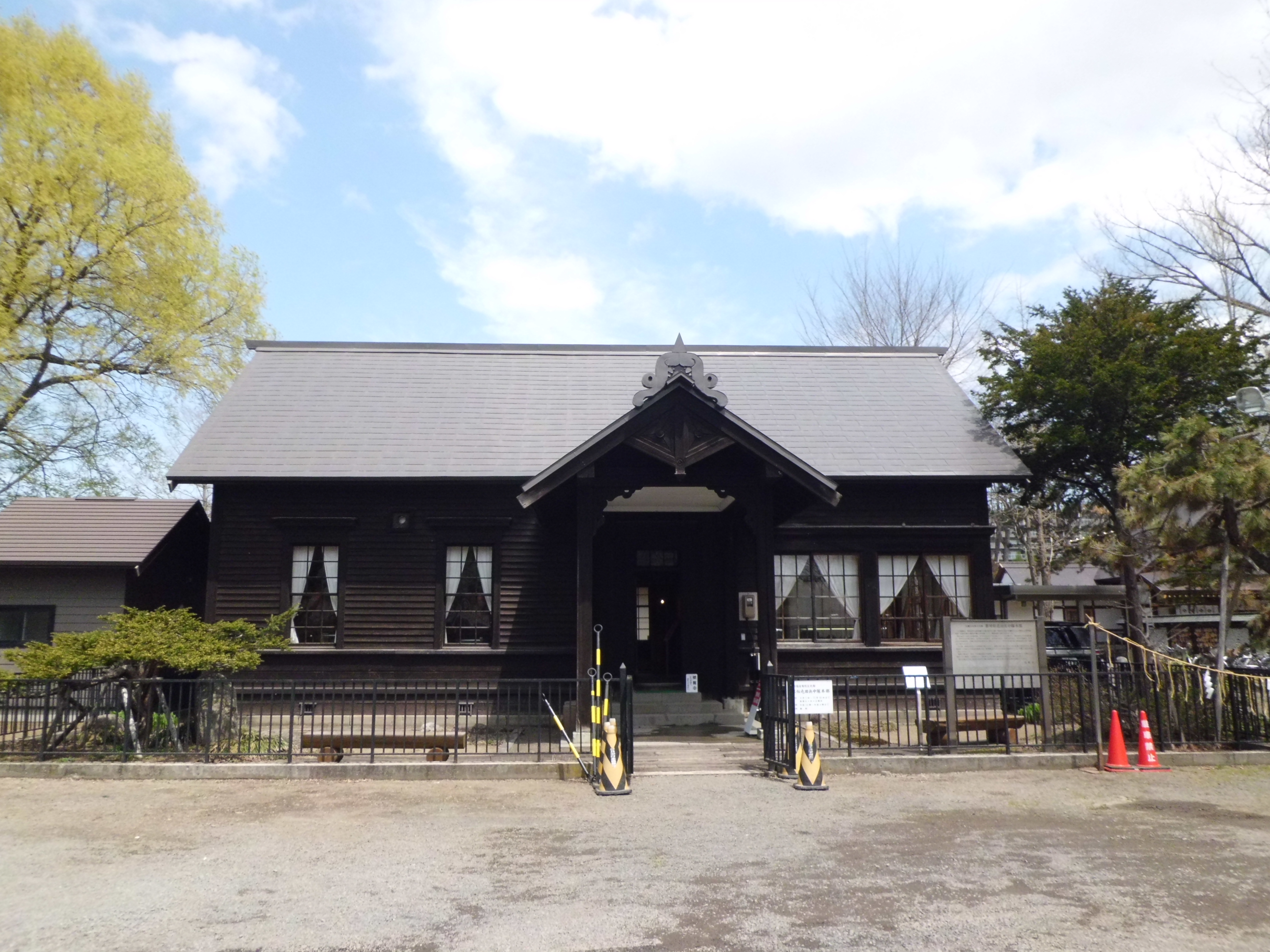
新琴似屯田兵中隊本部（2013年5月）
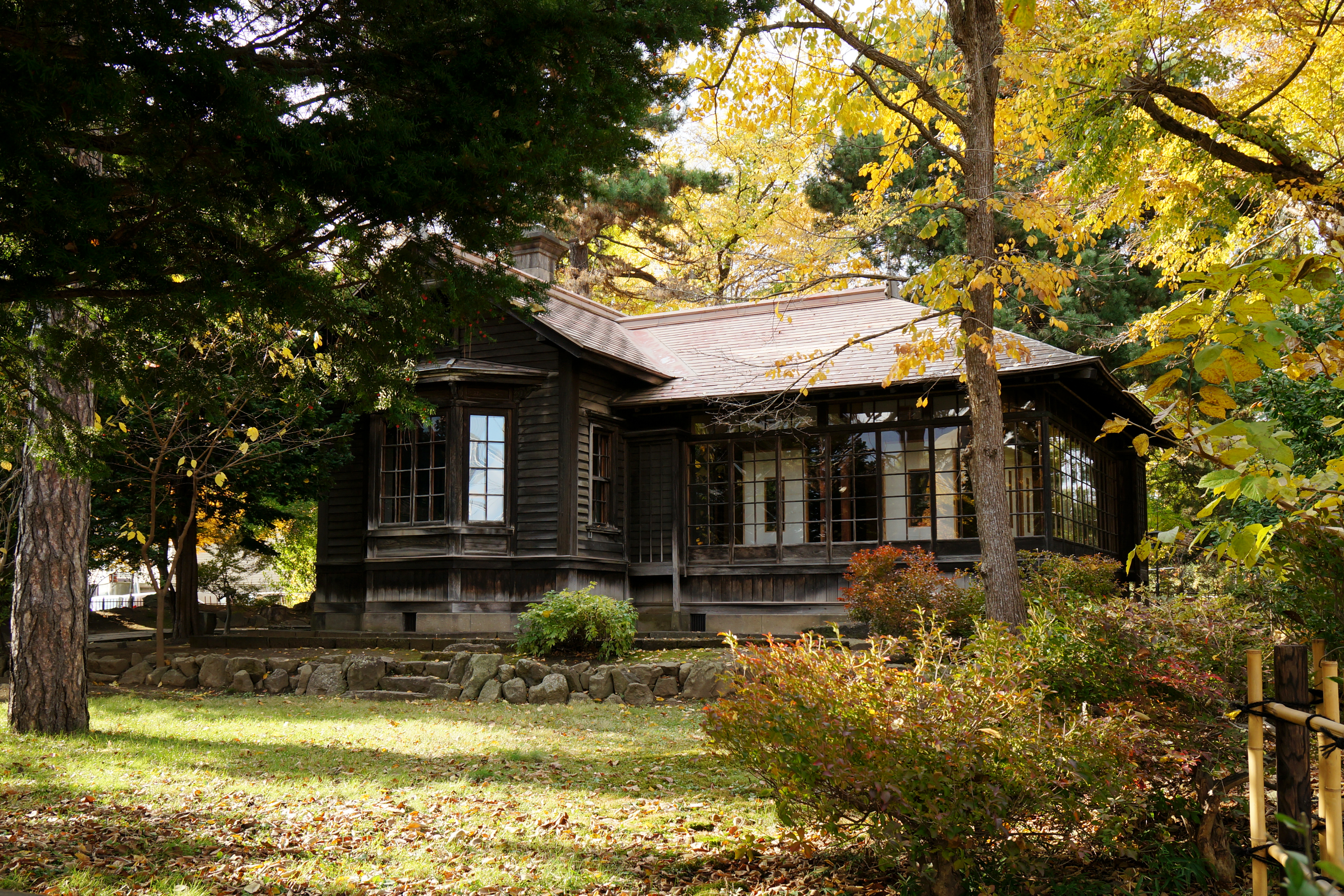
清華亭（2013年11月）

国登録
- 有形文化財
  - 北海道大学旧札幌農学校昆虫学及養蚕学教室
  - 北海道大学旧札幌農学校図書館読書室・書庫
  - 北海道大学古河記念講堂（旧東北帝国大学農科大学林学科教室）

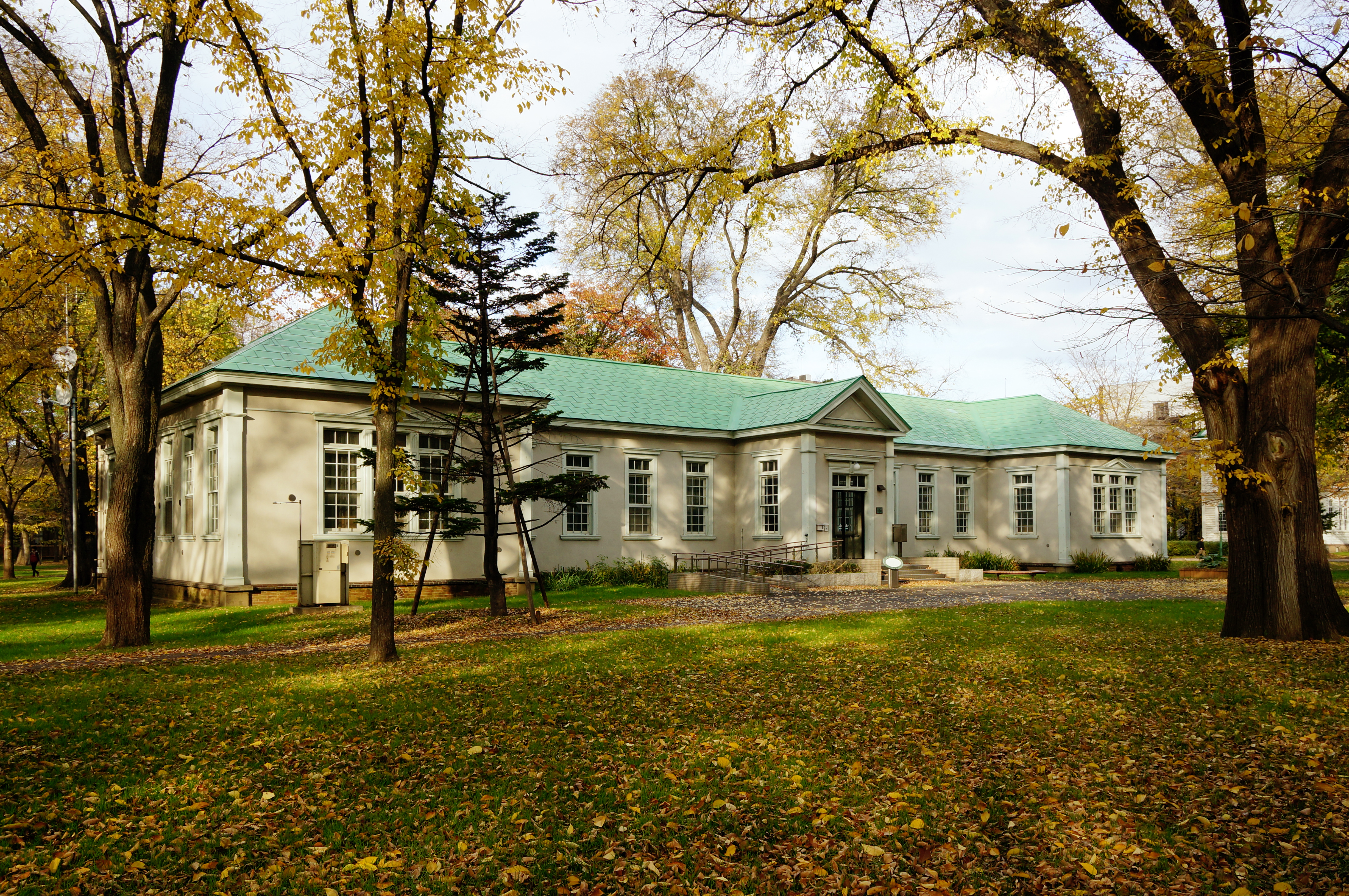
北海道大学旧札幌農学校昆虫及養蚕学教室（2013年11月）
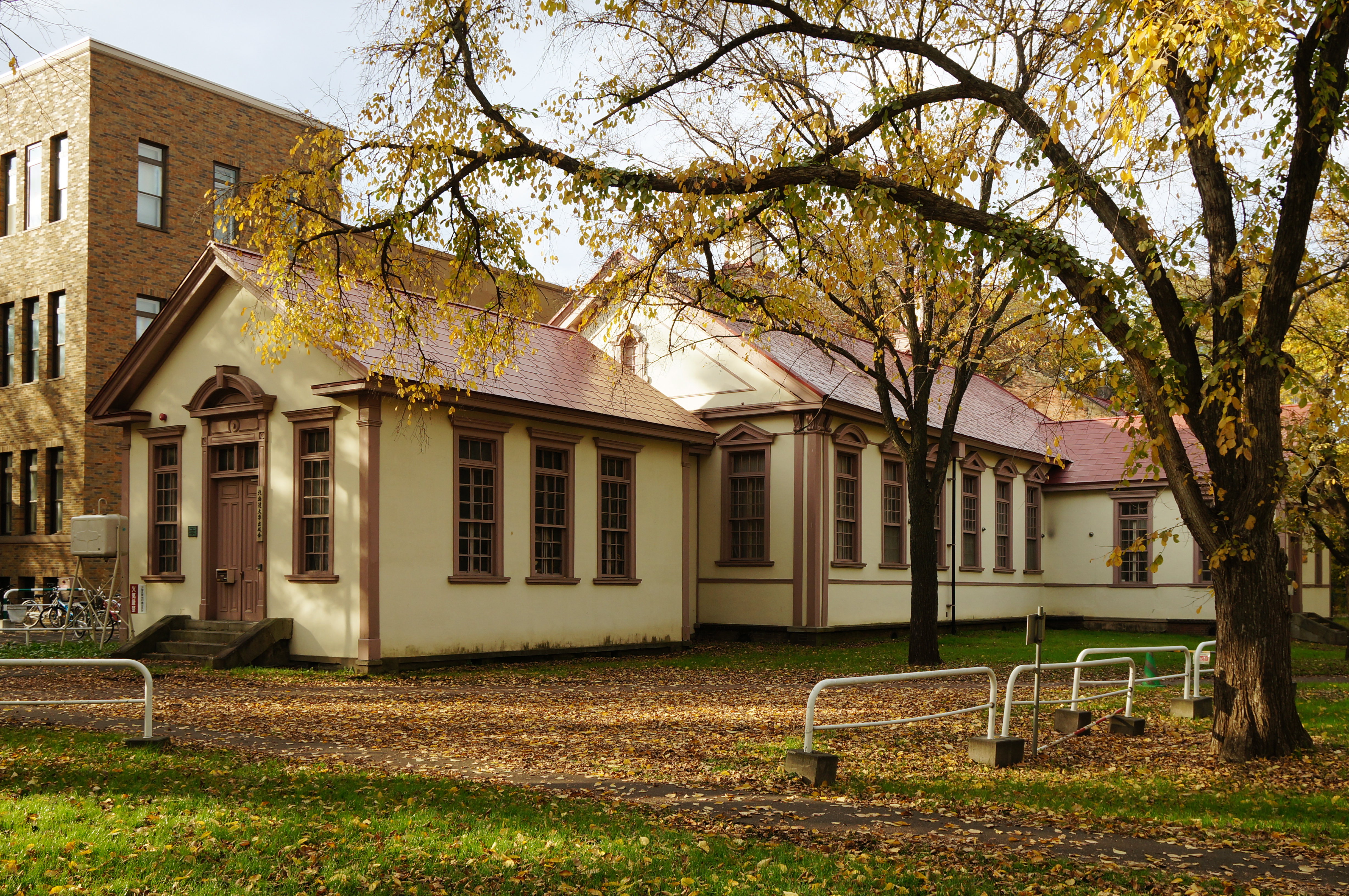
北海道大学旧札幌農学校図書館読書室・書庫（2013年11月）
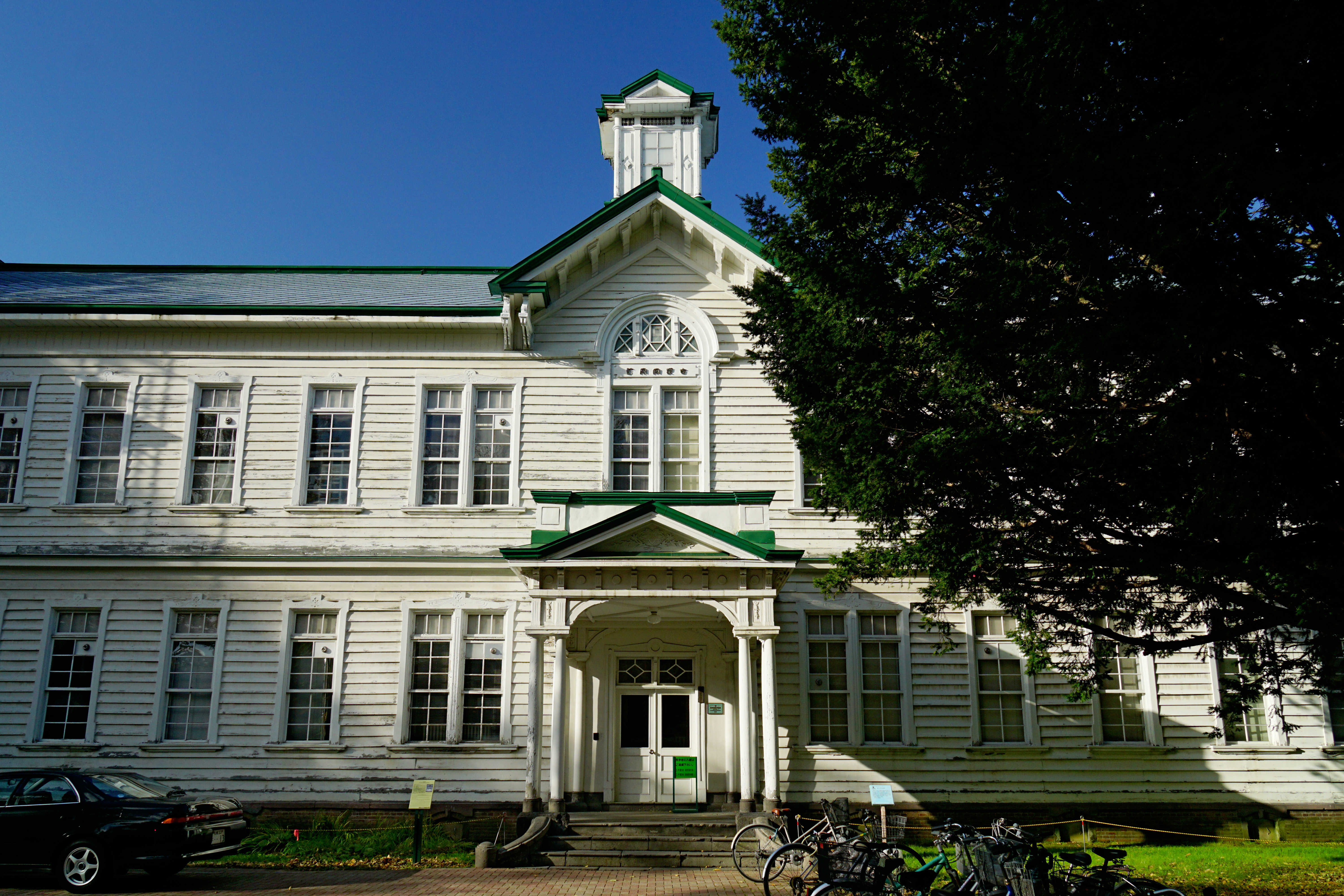
北海道大学古河記念講堂（旧東北帝国大学農科大学林学科教室）（2015年10月）

## 観光・レジャー
- 北海道さっぽろ「食と観光」情報館（札幌駅構内）
- 清華亭
- 北海道大学
  - 北海道大学総合博物館
  - 旧札幌農学校昆虫学及養蚕学教室
  - 古河記念講堂
  - イチョウ並木
  - 北大ポプラ並木
  - 札幌農学校第2農場
- 新琴似屯田兵中隊本部
- 百合が原公園
  - 百合が原緑のセンター
  - リリートレイン
- シャトレーゼ ガトーキングダム サッポロ
- ロイズ ローズガーデンあいの里

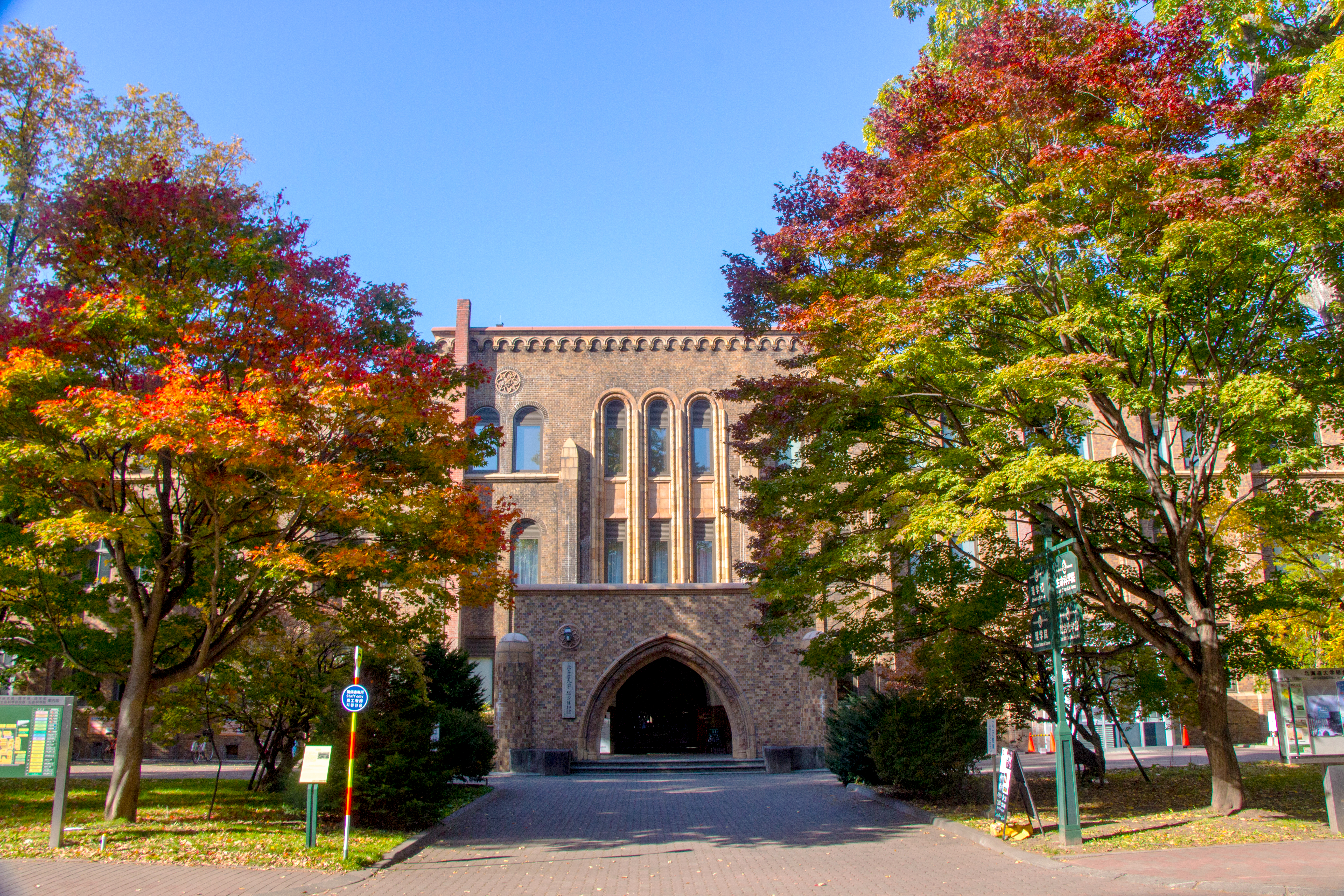
北海道大学総合博物館（2016年10月）
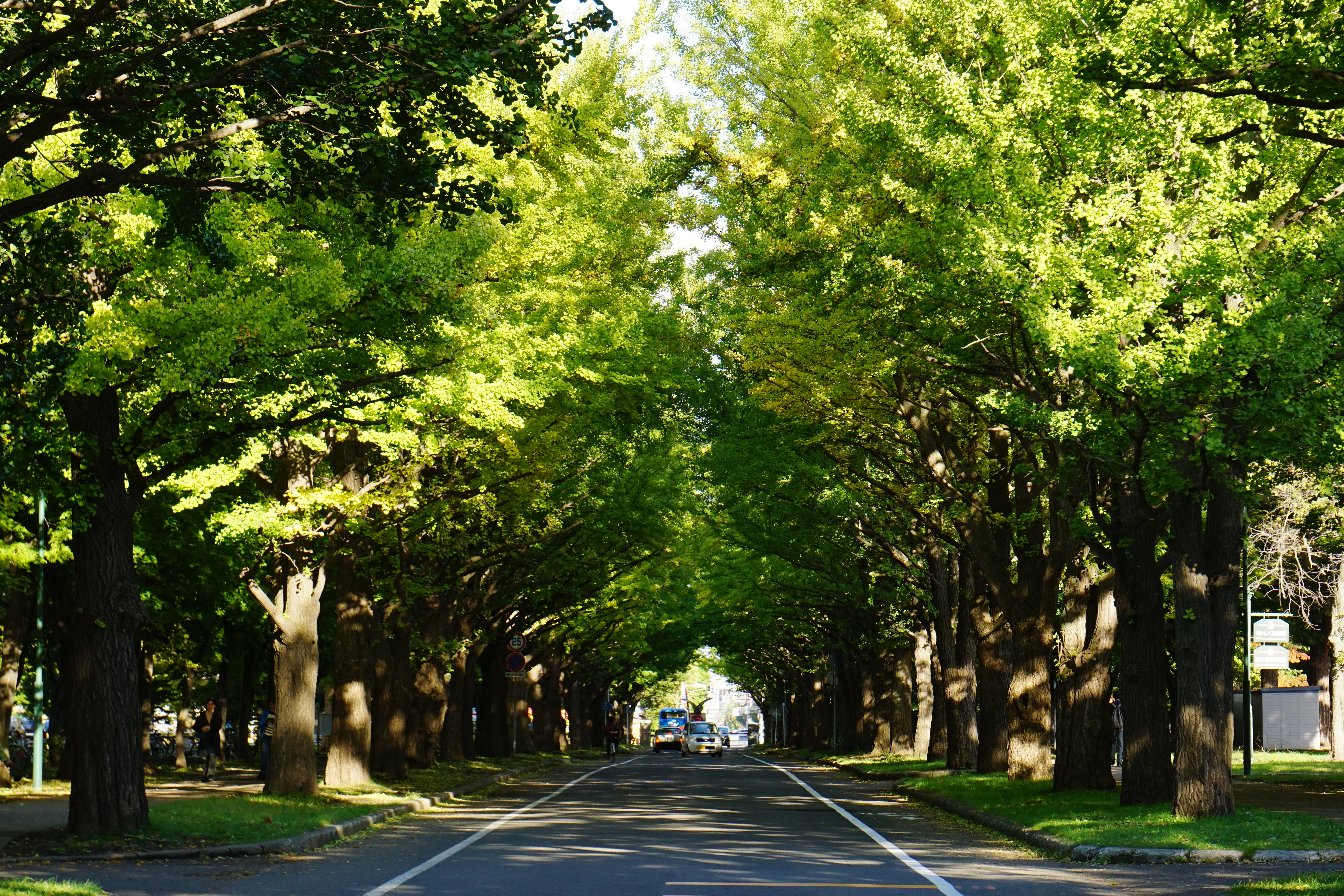
イチョウ並木（2015年10月）
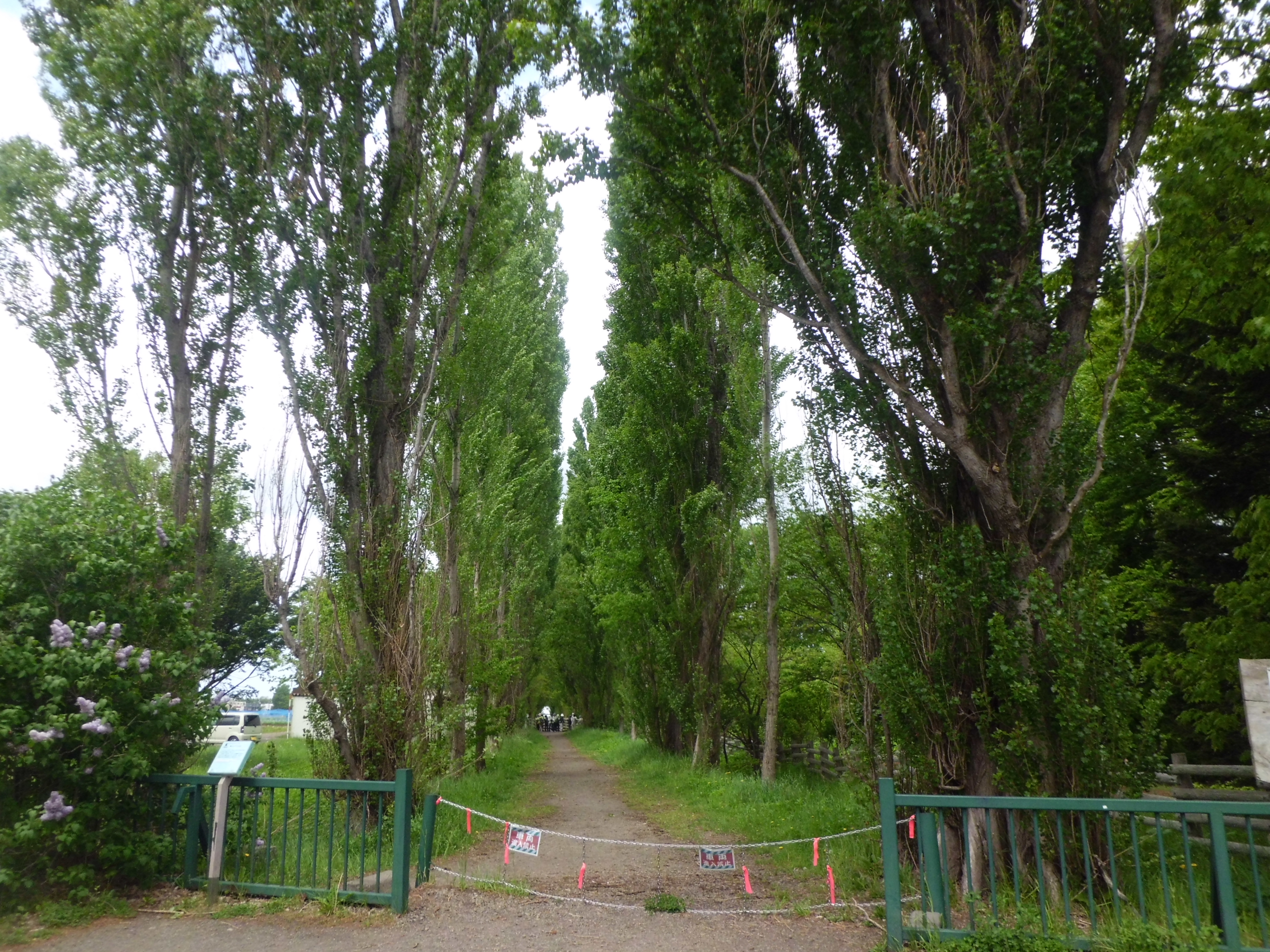
北大ポプラ並木（2015年5月）
百合が原公園（2013年7月）
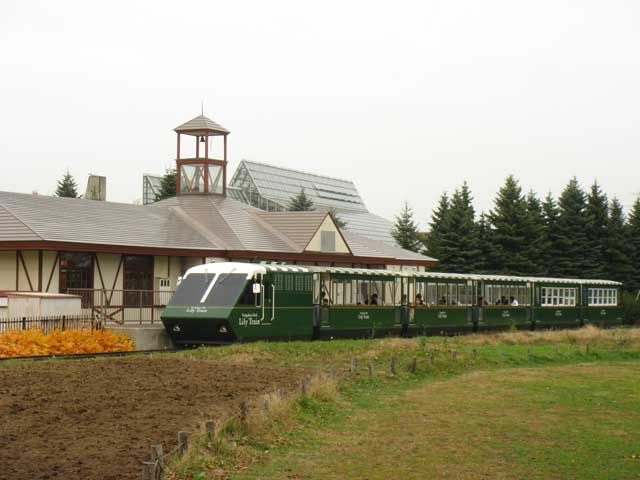
百合が原公園内の列車「リリートレイン」（2007年10月）
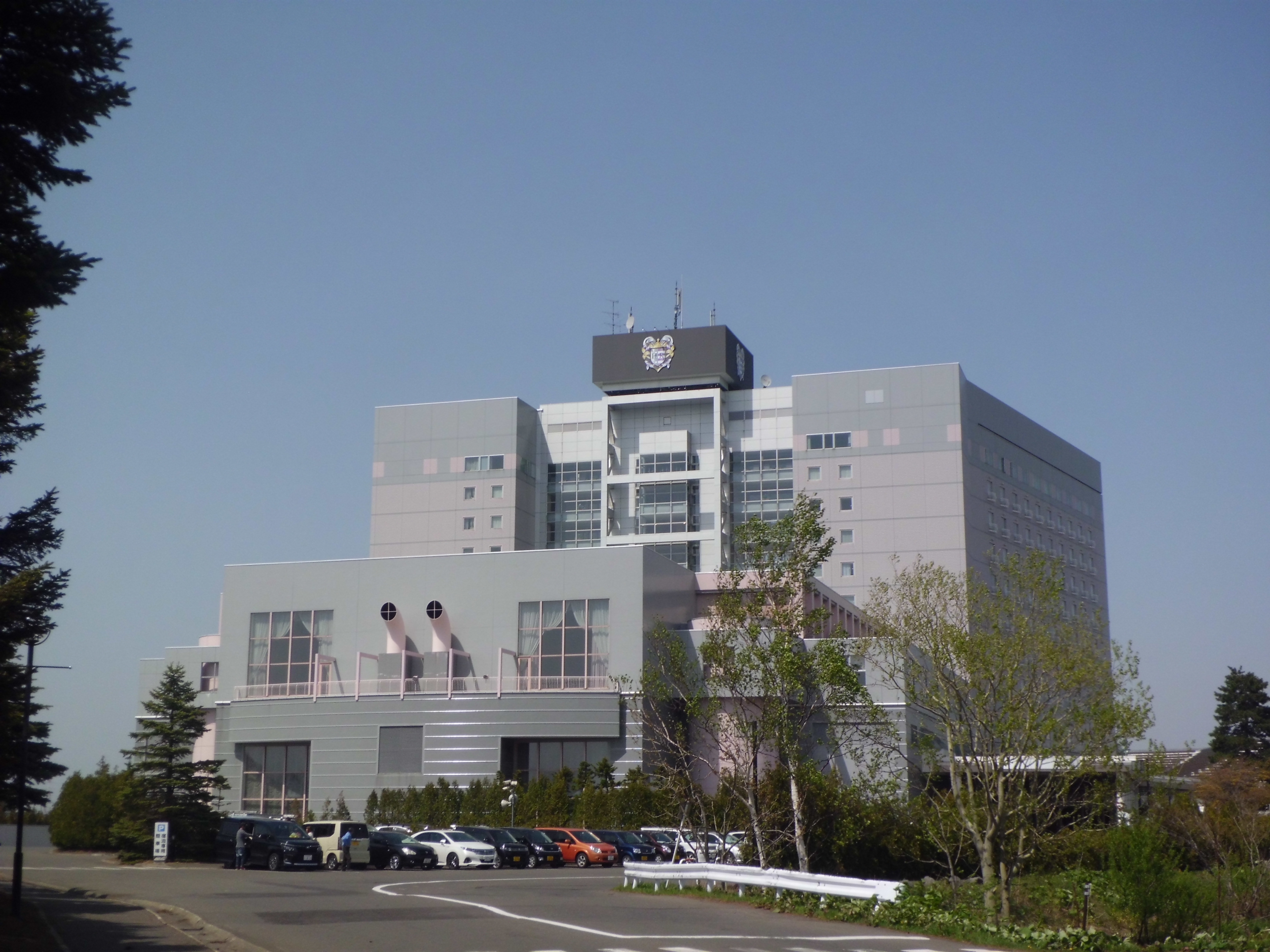
シャトレーゼ ガトーキングダム サッポロ（2015年5月）

## 祭事・催事
- 篠路子ども歌舞伎伝承式（1月）
- 屯田雪まつり（2月）
- しのろ夏祭り&盆踊り（8月）
- Go! Go! きたっこ夏まつり（8月）
- 篠路神社秋祭り（9月）
- 百合が原紅葉祭り（10月）

## 出身人物
50音順
- Yes!アキト（お笑い芸人）
- 井川絵美（タレント）
- 伊藤祐輝（俳優）
- 井上拓（作曲家）
- 上杉周大（歌手、タレント）
- 大須賀応（陸軍軍人）
- 兼近大樹（お笑い芸人、EXIT）
- 熊川哲也（バレエダンサー）
- 琴の郷栄一（元大相撲力士）
- 齋藤綱記（プロ野球選手）
- 左藤博之（クラリネット奏者）
- 佐藤のりゆき（フリーキャスター）
- 里谷多英（元フリースタイル・スキーモーグル選手）
- 佐野正幸（作家）
- 椎名恵（シンガーソングライター）
- DAISHI DANCE（ミュージシャン）
- 武田真治（ミュージシャン、俳優）
- 野月浩貴（将棋棋士）
- 半﨑美子（歌手）
- 福ノ富士福太朗（大相撲力士）
- 藤澤達弥（HTB、元KRYアナウンサー）
- 藤堂志津子（作家）
- 舞衣子（歌手。元ZONE、MARIAメンバー）
- 松木謙公（政治家、衆議院議員）
- 松崎真人（シンガーソングライター）
- 宮本邦彦（警察官）
- 米野智人（元プロ野球選手）